# Cthulhu-Mythos
Der Cthulhu-Mythos umfasst die vom US-amerikanischen Schriftsteller H. P. Lovecraft und anderen Autoren der Horrorliteratur erdachten Personen, Orte, Wesenheiten und Geschichten. Bekanntester Bestandteil dieses Mythos ist das ebenfalls fiktive Buch Necronomicon, in dem die interstellaren Wesenheiten mit übernatürlichen Kräften ausführlich beschrieben sind. Diese Wesen werden von Lovecraft als die „Alten“ oder die „Großen Alten“ bezeichnet. Sie stammen aus weit entfernten Teilen der Galaxis oder sogar des Universums und unterliegen keinen uns bekannten Naturgesetzen. Nach menschlichen Maßstäben verfügen sie über eine gottgleiche Macht und scheinen unsterblich zu sein.

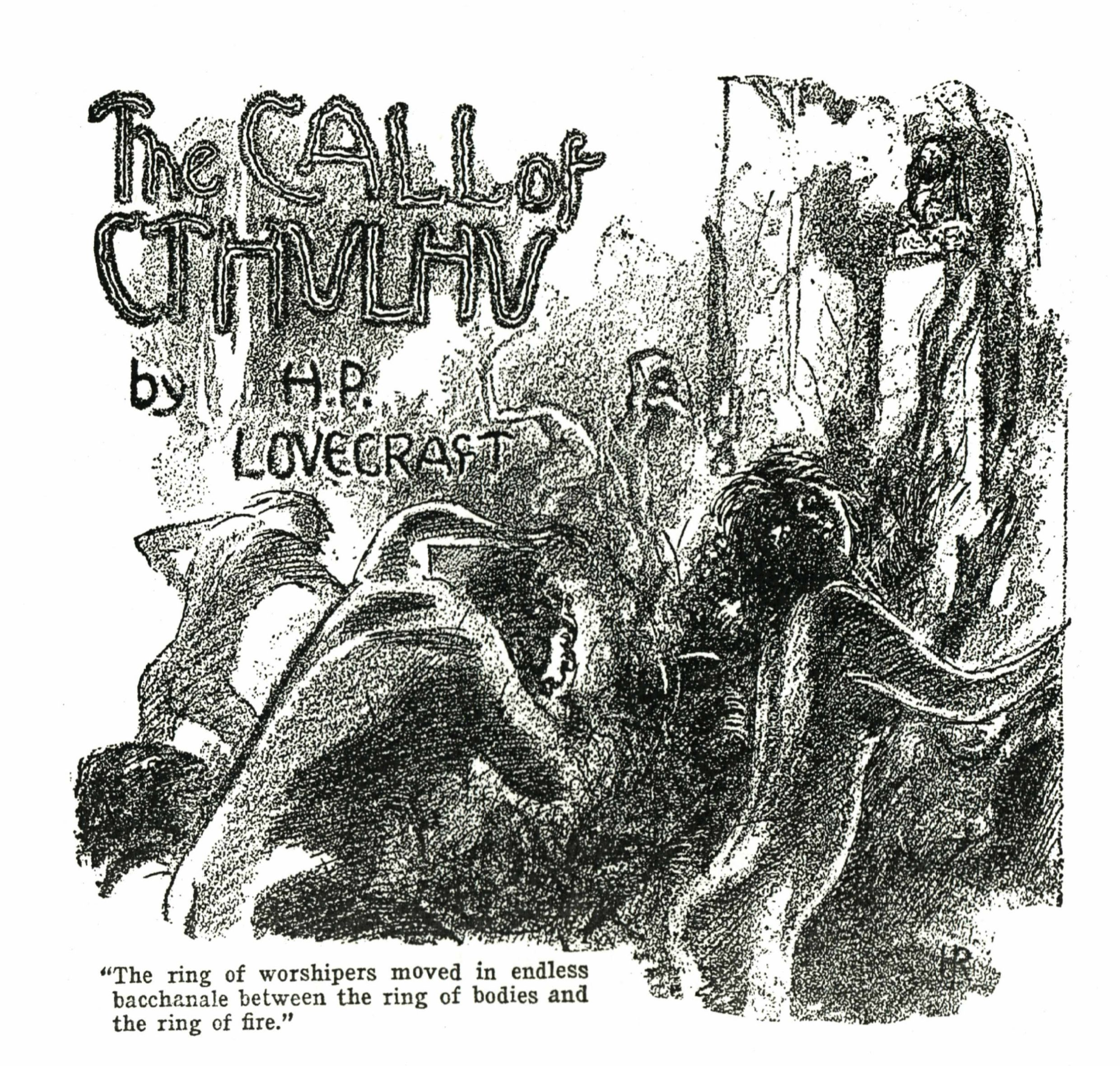
„The Call of Cthulhu“, Illustration einer Szene von Hugh Rankin, erstveröffentlicht in Weird Tales, Februar 1928

## Der Ursprung des Mythos

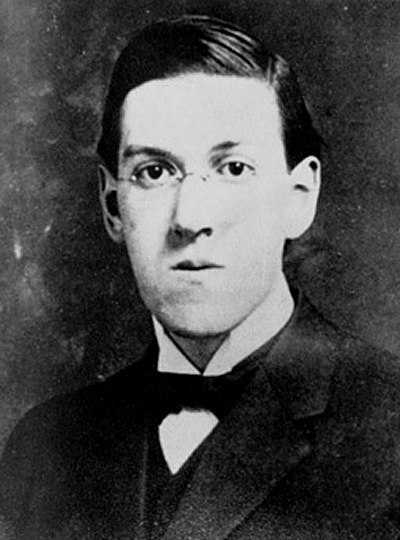
H. P. Lovecraft, Fotografie aus dem Jahre 1915

Der Begriff Cthulhu-Mythos wurde vom amerikanischen Autor August Derleth, Verleger und Briefkontakt H. P. Lovecrafts, geprägt. Cthulhu ist ursprünglich eine Schöpfung von Lovecraft. Er tritt erstmals in der 1926 geschriebenen Erzählung The Call of Cthulhu auf, die 1928 im Weird Tales Magazin veröffentlicht wurde. Cthulhu nimmt bei Lovecraft keine herausragende Stellung ein. Erst August Derleth griff Cthulhu als Basis für den von ihm weitergesponnenen Mythos auf, machte ihn zum Hauptgegenstand vieler seiner Erzählungen und schuf dadurch den Begriff.

### Entstehung eines Mythos
Ausgangspunkt des Mythos sind Lovecrafts Kurzgeschichten und Erzählungen, die meist im Neuengland der 1920er- und 1930er-Jahre angesiedelt sind. Als Stilmittel für seine Texte verwendete Lovecraft unter anderem wiederkehrende Elemente in Form von fiktiven Orten, Gegenständen und Wesen. Er schuf dadurch eine übergreifende Struktur, die seinen Geschichten einen scheinbaren Zusammenhang verleiht, ohne dass die Geschichten sich direkt aufeinander beziehen. Durch die mysteriöse Natur dieser wiederkehrenden Elemente schafft er eine entsprechende Atmosphäre in seinen häufig sehr rationalen Beschreibungen und erreicht zusätzlich durch den steigenden Bekanntheitsgrad dieser Elemente, dass er auf ihnen aufbauen kann, ohne sie jedes Mal neu erfinden zu müssen. Die von Lovecraft auf diese Weise ins Leben gerufenen Zusammenhänge zwischen seinen Erzählungen erfuhren eine noch breitere Basis durch seine Korrespondenz mit gleichgesinnten Autoren und Bewunderern. Zunächst baute Lovecraft lediglich Elemente anderer Autoren in seine Geschichten ein. „The Hound“ (dt. Der Hund) enthält zum Beispiel zahlreiche Anspielungen auf Edgar Allan Poe und Arthur Conan Doyle.
Frank Belknap Long verwendete als erster das Necronomicon, welches Lovecraft erfunden hatte, in seiner Geschichte „The Space-Eaters“ (dt. Die Raumfresser). Im weiteren Verlauf seiner vielfältigen Korrespondenz mit anderen Autoren wurden weitere Elemente ausgetauscht, wobei nicht nur andere Autoren Lovecrafts Elemente verwendeten, sondern auch umgekehrt. Zusätzlich nahm Lovecraft oft das Überarbeiten von Erzählungen anderer Autoren an. Dabei baute er ebenfalls solche übergreifenden Elemente ein.
Nach dem Tod H. P. Lovecrafts erweiterte sich die Basis für den Mythos nochmals. Zum einen geschah dies ab 1939 durch den Nachdruck von Lovecrafts Erzählungen in gebundener Form durch Arkham House. Arkham House veröffentlichte auch neue Geschichten, die Elemente von Lovecraft und seinen befreundeten Autoren enthielten und um neue Elemente erweiterten. Dabei handelte es sich um sowohl bekannte als auch neue Autoren. Zum anderen erweiterte die Veröffentlichung des Rollenspiels Call of Cthulhu 1981 den Kreis der Leserinnen und Leser von Lovecraft- bzw. Mythos-Geschichten erneut und enthält selbst eine Liste von Mythos-Elementen, die von potenziellen Autorinnen und Autoren verwendet werden.
All diese Elemente wurden von diversen Autoren phantastischer Literatur aufgegriffen und auf unterschiedlichste Weise interpretiert, erweitert und verarbeitet. Aufgrund der Verschiedenheit der Verwendung von Lovecrafts Elementen, ja sogar der Elemente von Autoren, die selbst lediglich Lovecrafts Elemente verwendeten und interpretierten, ist eine Abgrenzung von Elementen, die zum Cthulhu-Mythos gehören, äußerst schwierig.

### Rezeption durch die Leser
Schon zu Lebzeiten von Lovecraft wurden die verschiedenen Elemente des Mythos sehr unterschiedlich aufgenommen. Einerseits fielen den Lesern des Weird Tales-Magazins die Parallelen zwischen Elementen einzelner Autoren auf. Andererseits wurden bestimmte Elemente für real gehalten, wie beispielsweise das fiktive Necronomicon. Lovecraft hatte sich die Mühe gemacht, für andere Autoren eine Geschichte des Buches zusammenzuschreiben. Diese Geschichte wurde von einigen Autoren als Beweis angesehen, dass es sich um ein reales Buch handeln müsse.

### Weitere Mythosautoren
- Robert Bloch
- Lin Carter
- August Derleth
- Clark Ashton Smith
- Ramsey Campbell
- Graham Masterton
- Robert E. Howard
- Frank Belknap Long
- Brian Lumley
- Colin Wilson
- Ljubko Deresch
- Richard A. Lupoff
- Andrzej Sapkowski
- Wolfgang Hohlbein

Von diesen Autoren abgesehen wurde der Cthulhu-Mythos in einzelnen Aspekten auch von anderen Autoren aufgegriffen. So finden sich in der Romantrilogie Illuminatus! von Robert Anton Wilson und Robert Shea zahlreiche Anspielungen auf den Cthulhu-Mythos, so wird zum Beispiel gemutmaßt, dass das Pentagon ein Gefängnis für einen der „Alten“ wäre. Auch erscheint Yog-Sothoth als Gegner der Eris. In Stephen Kings Roman In einer kleinen Stadt steht auf Leland Gaunts Garagenwand „Yog-Sothoth rules“. Des Weiteren gibt Gaunt an anderer Stelle an, seinen Kokainvorrat von der Hochebene von Leng zu beziehen. Auch in der Kurzgeschichte Crouch End von Stephen King wird unter anderem „die Ziege mit den tausend Jungen“ erwähnt sowie eine Beschreibung eines Wesens, das diese darstellen könnte. Cthulhu, Shoggothen und viele andere Elemente aus Lovecrafts Geschichten spielen in der Romanreihe Der Hexer, Nyarlathotep in der Genesis-Trilogie von Wolfgang Hohlbein eine wesentliche Rolle. Ebenso hat sich Michael Marrak für seinen Roman Imagon von Berge des Wahnsinns inspirieren lassen. Der polnische Schriftsteller Andrzej Sapkowski bereichert die magischen Phänomene des mystisch angehauchten 15. Jahrhunderts seiner Narrenturm-Trilogie mit cthulhoiden Anspielungen.

## Die Großen Alten
Das irreale Element erlangt die von Lovecraft beschriebene Erde seiner Zeit durch die Annahme der Existenz außerirdischer Rassen und sehr mächtiger Wesen, die teilweise seit mehreren Milliarden Jahren auf der Erde vertreten sind. Dabei stellt er den Menschen, seine Moral und Ethik als völlig unbedeutend im kosmischen Zusammenhang dar. Diese fundamentale Bedeutungslosigkeit ist das, was die Protagonisten seiner Erzählungen oftmals ins Verderben stürzt, wenn sie sich dieser Tatsache bewusst werden.
Während Lovecraft bei den mächtigsten der von ihm beschriebenen außerirdischen Wesen von den Old Ones oder Great Old Ones (dt. Die Großen Alten) sprach, führte Sandy Petersen im Rollenspiel Call of Cthulhu eine weitere Kategorisierung ein und unterteilte diese Wesen in Große Alte und Äußere Götter (engl. Outer Gods). August Derleth ging sogar so weit, diese Wesen nach Zugehörigkeit zu den vier Elementen zu kategorisieren, was jedoch bei genauerer Betrachtung in sich unstimmig zu sein scheint.

### Azathoth
auch: Azazoth oder Azag-Thoth

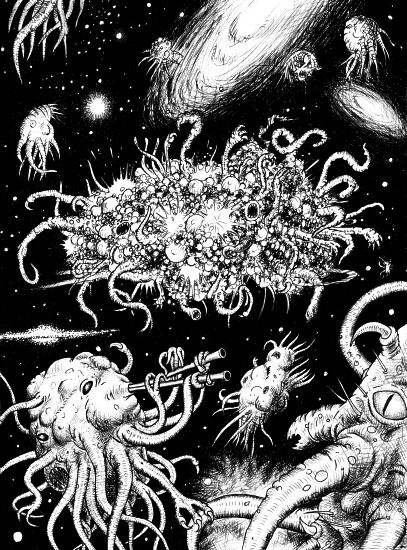
Azathoth (Fan-Art, 2006)

Azathoth, der Dämonensultan, ist bei H.P. Lovecraft das ursprüngliche Chaos im Zentrum der Unendlichkeit, das blinde Chaos auf seinem Thron inmitten der Leere, umringt von anderen Göttern, über deren Tanz er wacht. Azathoth kann man sich als eine immerwährende Explosion vorstellen. Er existierte bereits vor Anbeginn aller Zeiten und vor Entstehung des Universums. Als einer der Äußeren Götter ist Azathoth eine Wesenheit von immenser, gar unendlicher Macht. Gerüchten zufolge wurde er wegen gewisser Vergehen mit Irrsinn gestraft, während andere Quellen besagen, dass Nyarlathotep der Geist und die Seele Azathoths sei, der sich von seinem Leib getrennt habe. Nyarlathotep ist der einzige, der den geistlosen Dämonensultan besänftigen kann.
Ursprung: Azathoth, H.P. Lovecraft
Weitere: „Strange Eons“, Robert Bloch; „The Insects from Shaggai“, „The Mine on Yuggoth“, John Ramsey Campbell; „The Nameless Tower“, John S. Glasby; „Mandelbrot Moldrot“, Lois H. Gresh; „Spawn of Azathoth“, Keith Herber; „Hydra“, Henry Kuttner; „Professor Peabody’s Lat Lecture“, Jack Laird; „The Burrowers Beneath“, „Elysia“, Brian Lumley; „The Last Night on Earth“, Gary Myers; „The Philosopher’s Stone“, Colin Wilson; Call of Cthulhu, Petersen and Willis; „Die Anbetung der Eidechse Oder Wie man Engel vernichtet“, „Kult“ Ljubko Deresch

### Cthulhu

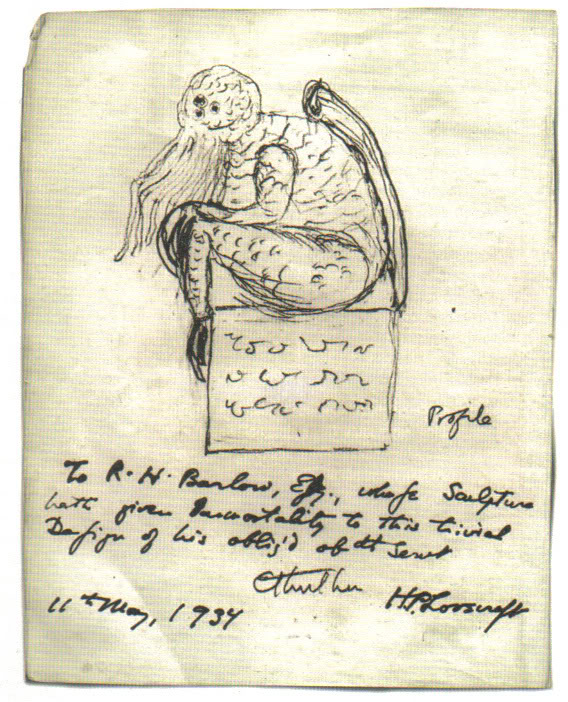
Skizze von Lovecraft (1934)

Auch: Thulu, Kutulu, Kthulhut, Thu Thu, Tulu oder Tornasuk
Cthulhu ist ein vor mehreren hundert Millionen Jahren auf die Erde gekommenes Wesen von großer Macht, das nach der Interpretation von August Derleth durch einen Fluch in der versunkenen Stadt R’lyeh im Pazifischen Ozean in todesähnlichem Schlaf gefangengehalten wird. Den mythologischen Quellen zufolge wird es wieder auferstehen, wenn die Sterne richtig stehen, um erneut seine Schreckensherrschaft über die Erde auszuüben, was letztendlich den Tod allen Lebens auf der Erde bedeuten würde. Sein Körper ist entfernt humanoid, allerdings äußerst aufgedunsen. Sein Kopf ähnelt einem Tintenfisch, das Gesicht besteht aus einem Gewirr von Tentakeln. Es besitzt ein Paar langer, schmaler Flügel.
Die folgenden, bekanntesten Zeilen aus dem Necronomicon beziehen sich auf Cthulhu. Es zählt zu den Großen Alten. Das wird in der Geschichte Cthulhus Ruf deutlich: Die Polizei nimmt Angehörige eines Kultes fest, die an die Großen Alten glauben. Sie verehren unter anderem den finsteren Gott selbst und beten eine Statuette mit seinem Konterfei an.

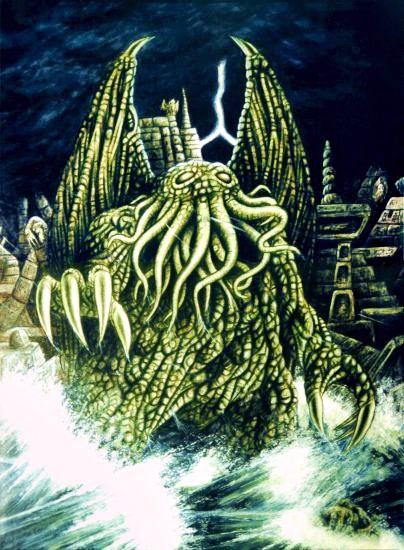
Cthulhu (Fan-Art, 2006)

That is not dead which can eternal lie,
And with strange æons, even death may die
[Es ist nicht tot, was ewig zu liegen vermag,
und in fremden Zeitaltern mag selbst der Tod sterben]
Oder in einer freieren Übersetzung:
Es ist nicht tot, was ewig liegt,
bis dass die Zeit den Tod besiegt.
Eine weitere hierzu relevante Necronomicon-Zeile lautet:
Ph’nglui mglw’nafh Cthulhu R’lyeh wgah’nagl fhtagn.
[In seinem Haus in R’lyeh wartet träumend der tote Cthulhu.]
Es wird gemutmaßt, dass Cthulhus Erwachen das Erwachen aller Großen Alten signalisiert.
Ursprung: „The Call of Cthulhu“ (dt. Cthulhus Ruf), Lovecraft
Weitere bei Lovecraft: „At the Mountains of Madness“ (dt. Berge des Wahnsinns); „The Mound“ (dt. Der Hügel), mit Bishop
Weitere: „Strange Eons“, Bloch; „The Tugging“, Campbell; „Star Spawn of Hyperborea“, Fulz; „Necronomicon: The Book of Dead Names“, Hay (Hrsg.); „Castle Dark“, Herber; „The Philosopher’s Stone“, Wilson

### Ghatanothoa
auch: Ghanta oder Gtantha
Ghatanothoa ist ein Großer Alter, der vermutlich die „Menschen“ des verschollenen Königreiches K’naa auf dem versunkenen Kontinent Mu regierte. Er hauste auf dem Felsen Yaddith-Gho in seiner Festung. Jedes Jahr wurden ihm zwölf Männer und zwölf Frauen als Opfer dargebracht, damit er seine Feste nicht verließ. Denn sein Antlitz soll so schrecklich sein, dass jeder, der ihn erblickt, bei lebendigem Leibe mumifiziert wird. Der Körper erstarrt und nur die Denkfähigkeit bleibt erhalten, sodass man über Äonen hinweg nichts tun kann, als auf Erlösung zu warten. Der Hohepriester T’yog glaubte, mit einer speziellen Schriftrolle Ghatanothoa erblicken zu können, ohne zu versteinern, und trat ihm entgegen, um sein Volk zu befreien. Allerdings stahlen missgünstige Priester die Rolle und ersetzten sie durch eine Fälschung, sodass T’yog versteinert wurde. Diese Legende wird in der Geschichte Aus Äonen von H. P. Lovecraft erwähnt.
Ursprung: „Out of the Aeons“, Lovecraft und Heald
Weitere: „The Thing in the Pit“, Carter; „False Mythologies“, Ingham; „The Sussex Manuscript“, Pelton; „House of the Toad“, Tierney; „The Return of the Lloigor“, Wilson

### Hastur
Auch: Der Unaussprechliche; Er, der nicht genannt werden darf; Assatur; Xastur oder Kaiwan
Hastur ist ein Großer Alter, der auf einem dunklen Stern in der Nähe des Aldebaran lebt oder dort im Sternbild Taurus gefangen ist. Er steht in Verbindung mit dem König in Gelb, dem gelben Zeichen, dem See von Hali und der Stadt Carcosa und steht oft für Dekadenz, Nihilismus und Stagnation. Er gilt jedoch auch als der Gott der Schäfer. Es gibt von diesem Wesen keine eindeutige Beschreibung. Angeblich bringt das Aussprechen seines Namens Verderben. Es scheint eine enge Verbindung zu Shub-Niggurath und einen Konflikt mit Cthulhu zu geben.
Ursprung: „Haita the Shepherd“, Bierce
Weitere Vorlagen: „The King in Yellow“, Chambers
Hastur bei Lovecraft: „The Whisperer in Darkness“; „The Shadow Out of Time“; „The Mound“, Lovecraft und Bishop; „The Lurker at the Threshold“, Derleth und Lovecraft; „Witch’s Hollow“, Derleth und Lovecraft
Weitere: „H.P. Lovecraft: The Gods“, Carter; „The Return of Hastur“, Derleth; „Delta Green: Countdown“, Detwiller u. a.; „Secrets of Japan“, Dziesinski; „The Ring of the Hyades“, Glasby; „Necronomicon“, Levenda; „Call of Cthulhu“, Petersen und Willis; „The Seed of the Star-God“, Tierney; „Deities and Demigods Cyclopedia“, Ward und Kuntz
Bemerkung zur Entstehung:
Bei Bierce erscheint Hastur in der Geschichtensammlung Can Such Things Be? wo in Haita the Shepherd Hastur als ein wohlwollender Gott bezeichnet wird. Eine andere Geschichte desselben Bandes ist auch An Inhabitant of Carcosa. Bei Chambers wird Hastur einerseits als Person, aber andererseits auch als Ort erwähnt. Erst Derleth bezeichnet Hastur als Großen Alten. Der Beiname Er, der nicht genannt werden darf wird von Derleth genannt; das Konzept, dass das Aussprechen des Namens tödlich ist, erscheint aber erst in Deities and Demigods Cyclopedia.

### Nyarlathotep

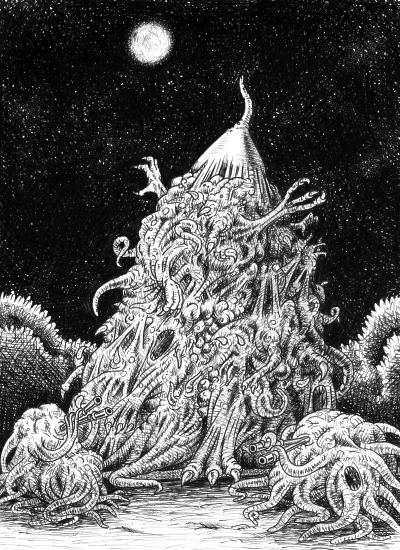
Nyarlathotep (Fan-Art, 2006)

auch: Das kriechende Chaos oder der Mächtige Bote
Nyarlathotep zählt ebenfalls zu den Äußeren Göttern, wobei es heißt, dass er deren Seele und deren Bote sei. Lovecraft bezeichnet ihn auch als die Seele der Äußersten Götter („ultimate gods“), welche anhand ihrer Beschreibung als blind, stumm und hirnlos als Petersens Äußere Göttern identifiziert werden können. Nyarlathotep repräsentiert einen Gegensatz zu Azathot: Während der irrsinnige Dämonensultan die maximale Konzentration des Chaos auf einen einzigen Punkt verkörpert, ist Nyarlathotep allgegenwärtig und verbreitet das Chaos langsam. Er ist ein Sinnbild des Chaos, das überall und in allem steckt. Das wird durch den von Lovecraft oft verwendeten Hinweis auf die „999 Masken des Nyarlathotep“ verdeutlicht. Nyarlathotep ist Bote der äußeren Götter und dient als deren Vermittler.
Ursprung: „Nyarlathotep“, Lovecraft
Weitere: „The Faceless God“ (dt. Der Gott ohne Gesicht), Bloch; „The Shadow from the Steeple“, Bloch; „The Dweller in Darkness“ (dt. Die Bewohner der Dunkelheit), Derleth; „The Lurker at the Threshold“ (dt. Das Grauen vor der Tür / Das Tor des Verderbens), Derleth und Lovecraft; „Delta Green“, Detwiller, Glancy und Tynes; „Masks of Nyarlathotep“, DiTillio und Willis; „Fungi from Yuggoth“ (dt. Saat von den Sternen), Lovecraft; „The Rats in the Walls“ (dt. Die Ratten im Gemäuer), Lovecraft; „The Burrowers Beneath“, Lumley; „Elysia“, Lumley; „The Worm of Urakhu“, Tierney; „Alhazred“, Tyson
Der Bezug auf seine 999 (oder manchmal auch tausend) Masken ist wahrscheinlich eine Allegorie. Einige der von Lovecraft selbst verwendeten sind:
- Der schwarze Mann (England)
Ein haarloser Mann mit pechschwarzer Haut und Hufen statt Füßen.
Ursprung: „The Dreams in the Witch-House“, Lovecraft
Weitere: „The Faceless God“ (dt. Der Gott ohne Gesicht), Bloch
- Der schwarze Pharaoh (Ägypten)
Ein Mann mit scharfen, ägyptischen Zügen, gekleidet in schillernde Roben und einen Pharaonenkopfschmuck.
Ursprung: „The Dream-Quest of Unknown Kadath“ (dt. Die Traumsuche nach dem unbekannten Kadath), Lovecraft
Weitere: „S.Petersen’s Field Guide to Cthulhu Monsters“, Petersen et al.
- Jäger der Finsternis (Australien, Yuggoth)
Ein riesiges Ding mit einem einzelnen dreilidrigen Auge und Fledermausflügeln. Diese Form ist sehr anfällig gegen Licht. Er ist eng verknüpft mit dem leuchtenden Trapezoeder, mit dessen Hilfe er beschworen werden kann.
Ursprung: „The Haunter of the Dark“ (dt. Der leuchtende Trapezoeder), Lovecraft
Weitere: „Call of Cthulhu Rollenspiel“, Cook and Tynes; „City beneath the Sands“, DiTillio und Willis; „Selected Letters V“, Lovecraft; „Clock of Dreams“, Lumley
- Das Ding mit der gelben Maske
Ein Wesen, das in gelbe Seide gehüllt ist
Ursprung: „Celephaïs“, Lovecraft
Weitere: „In ’Ygiroth“, DeBill; „The Elder Pharos“ (dt. Der alte Leuchtturm), Lovecraft

Einige weitere Erscheinungsformen bei anderen Autoren: Ahtu, Aku-Shin-Kage, The Beast, Der schwarze Stier, The Black Demon, Black Lion, Black Wind, Bloated Woman, Bringer of Pests, Crawling Mist, Dark Demon, Dark Destroyer, Dark One, Dweller in Darkness, Eater of Souls, Effigy of Hate, The Faceless God, The Floating Horror, God of the Bloody Tongue, Geen Man, Horned Man, Howler in Darkness, Kruschtya Equation, Lrogg, Many-legged Goat, The Masked Messenger, Messenger of the Old Ones, Pool of Shadow, Queen in Red, Set, Shugoran, Skelettal Horror, Skinless One, Small Crawler, Spiraling Worm, Tezcatlipoca, Thoth, Tick Tock Man, Wailing Writher, White Man

### Rhan-Tegoth
Rhan-Tegoth ist ein amphibischer, insekten- und affenähnlicher großer Alter. Er besitzt einen großen, kugelförmigen Körper, aus dem sechs Arme mit krebsähnlichen Klauen sprießen. Auf diesem blasphemischen Körper thront ein sphärischer Kopf mit drei Augen. In seinem Gesicht befindet sich ein 30 cm langer, fliegenähnlicher Rüssel. Zusätzlich zu diesen Merkmalen hat er Kiemen und ist am ganzen Körper mit Tentakeln bestückt. Er kam vom Yuggoth und steht wahrscheinlich in einer Verbindung zu Shub-Niggurath.
Ursprung: The Horror in the Museum, Lovecraft
Weitere: Das Grauen aus den Anden, Schrepfer

### Shub-Niggurath

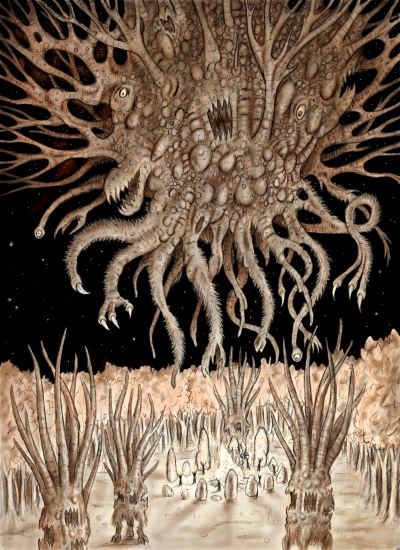
Shub-Niggurath (Fan-Art, 2006)

auch: Die schwarze Ziege der Wälder mit den tausend Jungen, Shupnikkurat oder auch Ishnigarrab
Shub-Niggurath gehört zu den Äußeren Göttern und stellt eine Art finstere Fruchtbarkeitsgottheit dar, wobei deren Geschlecht nicht klar definiert ist. Wie die meisten anderen Erwähnungen legt der Titel der schwarzen Ziege der Wälder mit den tausend Jungen einen weiblichen Aspekt nahe, es gibt aber auch die Bezeichnung als Bock mit tausend Schafen. Die Gestalt von Shub-Niggurath wird meist als giftige Wolke beschrieben, aus der ständig Hufe und Tentakel hervorsprießen, nur um wieder darin zu verschwinden. Hastur der Unaussprechliche wird manchmal als ihr Gemahl und „Vater“ der tausend Jungen bezeichnet. Eine solche Verbindung wird aber auch zu Yog-Sothoth oder auch Yig vermutet (letzterer könnte zusätzlich noch der „Bruder“ von Shub-Niggurath sein). Sie soll auch, zusammen mit Yog-Sothoth, die weniger bekannten Wesen Nug und Yeb hervorgebracht haben, wobei Nug Cthulhu hervorgebracht haben soll.
Shub-Nigguraths Kult kann verglichen werden mit Erdmutter- und Fruchtbarkeitskulten wie zum Beispiel der Anbetung von Astarte, Demeter oder auch Gaia, allerdings in sehr düsterer Form. Auch Aspekte von Hekate sind hier zu finden. Ihr Kult ist im Verhältnis zu anderen Mythos-Gottheiten am weitesten verbreitet. Sie schenkt erfolgreiche Ernten und viele Kinder, im Austausch gegen regelmäßige Blutopfer. Ihre Milch, die sie Mitgliedern ihres Kultes manchmal überlässt, soll stark mutagene Eigenschaften haben. Die Beschwörung ihrer Form findet zu Neumondzeiten in Gegenden abseits der Zivilisation statt. Ihr Symbol ist die dreiköpfige Ziege.
Zitat: […] a shrine of Shub-Niggurath, the All-Mother and wife of the Not-to-Be-Named One. This deity was a kind of sophisticated Astarte, and her worship struck the pious Catholic as supremely obnoxious. […]
Ursprung: „The Last Test“, Lovecraft und de Castro
Weitere bei Lovecraft: „The Thing on the Doorstep“ (Das Ding auf der Schwelle), „The Whisperer in Darkness“; „The Mound“ (dt. Der Hügel), mit Bishop; „Out of the Aeons“ (dt. Aus Äonen), mit Heald; „Die Farbe aus dem All“
Weitere: „No Pain, No Gain“, Adams, Isinwyll und Manui; „The Dark Stairway“, Berglund und Weinberg; „Dreams in the House of Weir“, Carter; „Visions from Yaddith“, Carter; „Made of Meat“, Conyers; „The Lurker at the Threshold“, Derleth und Lovecraft; „Der Judasschrein“, Gruber; „Further Notes on the Necronomicon“, Hamblin; „Necronomicon: The Book of Dead Names“, Hay (Hrsg.); „Hexer-Zyklus“, Hohlbein; „The Transition of Titus Crow“, Lumley; „Scales of Justice“, Mackey; „Call of Cthulhu Rollenspiel“, Petersen und Willis; „Lovecraft’s ‘Artificial Mythology’“, Price; „Heir to Darkness“, Rahman; „The Gardens of Lucullus“, Rahman und Tierney; „The Seed of the Star-God“, Tierney; „Deities and Demigods Cyclopedia“, Ward und Kuntz.

### Tsathoggua

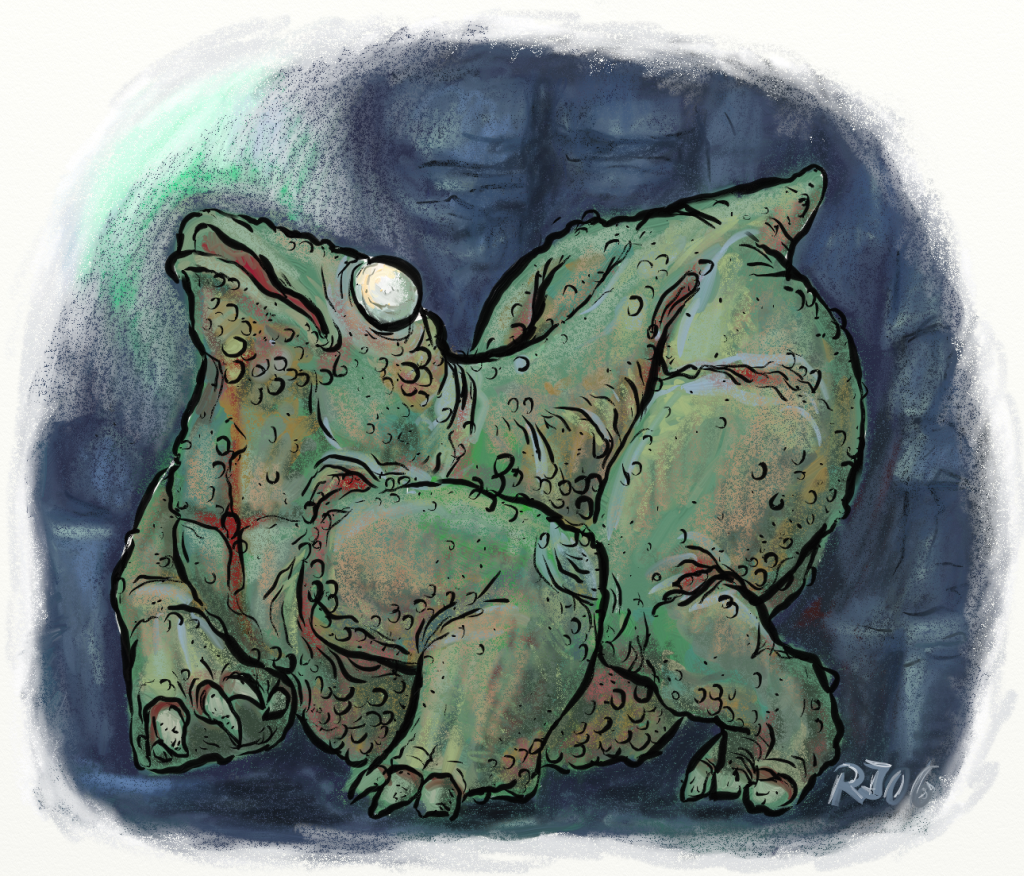
Tsathoggua (Fan-Art, 2006)

auch: Sadogui, Saint Toad oder Zhothaqquag
Der Große Alte Tsathoggua hat einen amorphen Körper, wird aber meistens als riesige, haarige Kröte mit Elefantenbeinen, einem extrem aufgeblähten Körper, schläfrigen Augen und einem zahnbewehrten Grinsen beschrieben. Manchmal wird er auch als Kreuzung zwischen einer Fledermaus und einem Faultier dargestellt. Nachdem er ursprünglich aus einer fernen Galaxie nach Yuggoth gekommen war, erreichte er, wahrscheinlich mit einem Umweg über den Saturn, die Erde, und bewohnt das dunkle Höhlensystem N’kai. Er hatte sich auch einige Zeit in den Höhlen des Voormithadreth einem Berg im alten Hyperborea niedergelassen, bis dieses vom Eis verschlungen wurde. Verehrt wurde der Schläfer von N'kai von den Schlangenmenschen von Yoth, den Menschen von K’n-Yan, den Voormis und Menschen von Hyperborea und in Atlantis, von wo aus er auch nach Averoigne kam. Es heißt, dass es in Frankreich einen Tsathoggua-Kult gibt und dass er von bestimmten Stämmen amerikanischer Ureinwohner verehrt wurde. Für den Kult wichtige Zeiten sind die Walpurgisnacht und Halloween.
Angeblich wurde Tsathoggua sogar von den anderen Großen Alten für eine unbekannte, abscheuliche Tat verstoßen.
Ursprung: „The Tale of Satampra Zeiros“, Smith
Weitere von Smith: „The Black Book of Clark Ashton Smith“, „The Door to Saturn“, „The Family Tree of the Gods“, „The Seven Geases“
Weitere bei Lovecraft: „At The Mountains Of Madness“, „The Mound“ mit Bishop, „Selected Letters III“, „Selected Letters IV“
Weitere: „The Terror of Toad Lake“, Ambuehl; „Death is an Elephant“, Bloch; „Tsathoggua“, Fantina; „The Old One“, Glasby; „The Oracle of Sàdoqua“, Hilger; „The Round Tower“, Price; „Oh, Baleful Theophany“, Pugmire; „Cthulhu Live: Lost Souls“, Salmon u. a.; „The Illuminatus! Trilogy“, Shea und Wilson; „Necronomicon“, Tyson; „The Resurrection of Kzadool-Ra“, Vester

### Yig
oder auch Yyg
Dieser Große Alte wird als Vater der Schlangen, bezeichnet und als Schlangengott verehrt. Er wurde insbesondere von den Schlangenmenschen von Yoth verehrt, bis diese zur Verehrung von Tsathoggua übergingen und damit bei Yig in Ungnade fielen. Yigs Ungnade manifestiert sich meist in Wahnsinn, deformierten Nachkommen und dem Besuch seiner „Kinder“ (Schlangen mit einer weißen, sichelförmigen Zeichnung auf dem Kopf). Wird Yig besonders verärgert, verwandelt der den Übeltäter selbst in eine Schlange. Yig wird beschrieben als große Mischung aus Mensch und Schlange, aber auch als riesiger orientalischer Drache. Yig erschuf die Reptilien und Insekten auf der Erde und manchmal wird ihm auch die Erschaffung der Menschheit zugeschrieben. Er soll ein Rivale von Nyarlathotep sein. Er lebt in der Grube von Ngoth in den Höhlen von Yoth oder in K’n-yan, entsendet aber auch Avatare.
Ursprung: „The Curse of Yig“, Lovecraft und Bishop
Weitere bei Lovecraft: „The Mound“ mit Bishop; „Out of the Aeons“ mit Heald
Weitere: „Snakefarm“, Ambuehl; „Where a God Shall Tread“, Aniolowski; „The Color from Beyond“, Cabos; „The Vengeance of Yig“, Carter; „Secrets of Japan“, Dziesinski; „Pursuit to Kadath“, Gallagher u. a.; „Scales of Justice“, Mackey; „Taste of Snake’s Honey“, Matsudono; „Necronomicon“, Tyson; „The Jest of Yig“, Webb

### Yog-Sothoth
auch: Iog-Sotot oder Yogge-Sothothe

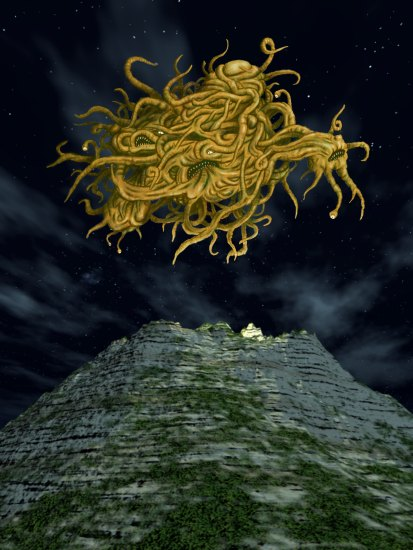
Yog-Sothoth (Fan-Art, 2006)

Yog-Sothoth, „Der Wächter“ oder auch „Das Tor“, gehört zu den Äußeren Göttern. Er wird als eine unregelmäßige Ansammlung von verschiedenfarbig schillernden Kugeln beschrieben, deren Anblick dunkle Assoziationen auslöst. Er kann jedoch verschiedene feste, flüssige oder gasförmige Gestalten annehmen. Er handelt auch über Avatare wie das Grauen vor der Tür (engl. The Lurker at the Threshold), einen düsteren, amorphen Schrecken, oder Ramasekva, eine vielarmige, menschliche Gestalt. Er ist auch bekannt als „Der Schlüssel zum Tor, wo die Sphären sich treffen“ und wird auch beschrieben als Schlüssel und zugleich Wächter der Wege und Tore, als ein Wesen, das zugleich Vergangenheit, Gegenwart und Zukunft in sich vereint.
 Yog-Sothoth scheint in Dimensionen und Sphären zu existieren, die die menschliche Vorstellungskraft übersteigen, wobei es auch Theorien gibt, die besagen, dass er selbst ein Gefangener ist wo alle Zeit und jeder Raum zusammentreffen. Er soll der Vater von Cthulhu und Hastur sein und mit Shub-Niggurath Nug und Yeb gezeugt haben.
In der Erzählung Das Grauen von Dunwich zeugt Yog-Sothoth mit einer Menschenfrau zwei Söhne. Derjenige von den beiden, der seinem übernatürlichen Vater am ähnlichsten sieht, wird als eine riesige weiche Masse beschrieben, die aus zahlreichen sich bewegenden Fäden zu bestehen scheint und mit diversen Beinen, Rüsseln und Mäulern bestückt ist. Es heißt, Yog-Sothoth sei der Einzige, der wisse, wann der große Cthulhu wieder erwachen wird. Als Gott erfährt Yog-Sothoth nur vergleichsweise wenig Verehrung, meist von Magiern, die ihm opfern, um im Austausch Macht über Raum und Zeit zu erhalten. Er kann mit Hilfe von uralten, schwarzmagischen Formeln heraufbeschworen werden.
Ursprung: „The Case of Charles Dexter Ward“, Lovecraft
Weitere bei Lovecraft: „The Dunwich Horror“; „Selected Letters IV“; „Selected Letters V“; „The Electric Executioner“ mit de Castro; „The Horror in the Museum“ mit Heald; „Through the Gates of the Silver Key“ mit Price
Weitere: „Glimpses“, Attanasio; „The Church on the High Street“, Campbell; „Zoth-Ommog“, Carter; „The Lurker at the Threshold“, Derleth und Lovecraft; „Necronomicon: The Book of Dead Names“, Hay (Hrsg.); „Outside the Circles of Time“, Grant; „The Statement of One John Gibson“, Lumley; „The Transition of Titus Crow“, Lumley; „Prey“, Masterton; „The Holiness of Azedarac“, Smith; „The Winds of Zarr“, Tierney; „Kult“, Ljubko Deresch

## Andere „Götter“

### Ältere Götter
Die Älteren Götter sind weder Große Alte noch Äußere Götter und sind den Menschen mehr zugewandt als diese, obwohl auch sie der Menschheit mal mehr, mal weniger gleichgültig gegenüberstehen (je nach Autor). Lovecraft verwendete selbst nie den Begriff der Älteren Götter (engl. Elder Gods), aber spätere Autoren führten diesen Begriff ein und erweiterten ihn (unter anderem Derleth, Lumley, Attanasio und Petersen) und zählen eine von Lovecraft verwendete Entität zu diesen:

#### Nodens
auch Herr des Großen Abgrunds
Bekanntester Vertreter der Wesen, die als Ältere Götter bezeichnet werden. Er wird meistens als alter Mann mit Eichenstab dargestellt, der auf einem Seemuschelstreitwagen steht, der von seltsamen Wesen gezogen wird. Manchmal hat er auch einen Bart aus Tentakeln.
Er wird unter vielen Namen verehrt, aber die Legenden über ihn gehen weit auseinander. Manchmal heißt es, er habe die Erde vor langer Zeit, zur Ankunft der Großen Alten, verlassen und sei in die Zukunft oder auf einen fernen Planeten geflüchtet, sendet aber manchmal einen Avatar. Dabei heißt es auch, er sei ein Feind von Yog-Sothoth. Andererseits scheint er Träumer und Visionäre zu mögen und diese manchmal auf eine Fahrt durch Raum und Zeit mitzunehmen. Er ist auch der Herr der Dunkeldürren (engl. Nightgaunts).
Ursprung: „The Great God Pan“, Arthur Machen
bei Lovecraft: „The Dream-Quest of Unknown Kadath“ (dt. Die Traumsuche nach dem unbekannten Kadath bzw. Die Traumfahrt zum unbekannten Kadath); „The Strange High House in the Mist“ (dt. Das merkwürdige hochgelegene Haus im Nebel)
Weitere: „Glimpses“, „A Priestess of Nodens“, A. A. Attanasio; „Hell on Earth“, „Power of the Druid“, Robert Bloch; „Nightside of Eden“ (dt. Die Nachtseite von Eden), Kenneth Grant; „The House of the Worm“, Gary Myers; „The Fall of Cthulhu“, Michael Alan Nelson

### Die Großen
auch: Die Erdengötter, Die Großen Götter
Die Großen sind die Götter der Traumlande. Allerdings sind sie weder so mächtig wie die Großen Alten, noch so intelligent wie gewöhnliche Menschen. Dennoch werden sie von den äußeren bzw. anderen Göttern, besonders von Nyarlathotep beschützt. Die Großen lebten einst auf niedrigen Berggipfeln in den Traumlanden; doch da die dortigen Menschen diese Gipfel oft bestiegen, um einen Blick auf die Götter werfen zu können, und diese es nicht dulden, dass Menschen ihr Antlitz erblicken, flüchteten sie in ihren Wolkenschiffen auf immer höhere Gipfel. Doch als die Menschen selbst diese Gipfel erklommen, sahen sich die Götter gezwungen, auf den höchsten Gipfel des unbekannten Kadaths in der kalten Wüste zu fliehen. Da nur Wenige wissen, wo sich Kadath befindet, und der höchste Gipfel so hoch liegt, dass dieser fast schon am kosmischen Äther kratzt, leben die Großen dort in ihrer titanischen, aus schwarzem Onyx gehauenen Festung sicher und geschützt vor den Menschen.
Ursprung: „The Other Gods“ (dt. Die anderen Götter); „The Dream-Quest of Unknown Kadath“ (dt. Die Traumsuche nach dem unbekannten Kadath bzw. Die Traumfahrt zum unbekannten Kadath)

## Andere Wesen
In den Geschichten, die zum Cthulhu-Mythos gezählt werden, tauchen nicht nur unvorstellbar mächtige Wesen aus den Tiefen des Weltalls auf, sondern auch solche, die diese verehren, diesen dienen oder einfach andere, größtenteils außerirdische Rassen sind, welche die Erde entweder insgeheim bewohnen, oder sich irgendwie in der Gegenwart bemerkbar machen, obwohl sie vor Jahrmillionen durch Katastrophen ausgerottet oder vertrieben wurden.

### Ältere Wesen
auch: die Alte Rasse, die Alten, die Älteren (engl. The Elder Things, Old Ones)
Die Älteren Wesen weisen sowohl pflanzliche als auch tierische Merkmale auf und sind amphibisch veranlagt. Sie haben eine zylindrische Form, die sich an beiden Enden verjüngt. Die Basis wird von einem fünfarmigen, seesternförmigen Fuß gebildet, während sich am oberen Ende mehrere lange Tentakel und Fühler befinden, die sowohl Sinnesorgane als auch Fressorgane sind. Zudem besitzen die Älteren Wesen in der Mitte ihres Körpers 5 Tentakel und einziehbare, membranartige Flügel, mit deren Hilfe sie auch durch den interstellaren Raum reisen konnten.

Nach ihrer Landung in der Nähe des Südpols vor vielen Millionen Jahren breiteten sie sich zunächst über die gesamte Erde aus, wobei sie sowohl das Land als auch die Ozeane besiedelten. Den ersten Rückschlag erfuhren sie durch die Ankunft des großen Cthulhu und seines Sternengezüchts. Nach einem langen Krieg wurden den Neuankömmlingen schließlich neu entstandene Landmassen zugesprochen. Nach einem weiteren langen Zeitraum versanken diese jedoch wieder im Meer, und mit ihnen Cthulhu. Aber dann folgten weitere Probleme: Ein Aufstand der Schoggothen, der maritimen Dienerwesen der Älteren Wesen, wurde erst nach verlustreichen Kämpfen niedergeschlagen, und der Kontrollverlust über die einstmals willenlosen Sklaven konnte nicht wieder rückgängig gemacht werden. Die aus dem All neu eingetroffenen Mi-Go vertrieben zur Zeit des Jura die geschwächten Älteren Wesen schließlich gänzlich von der Nordhalbkugel. Es folgte ein langsamer, aber stetiger Rückzug in die Antarktis. Als auch diese wegen der einsetzenden Eiszeiten unbewohnbar wurde, erbauten die Älteren eine letzte Stadt in einem unterirdischen Meer tief unter der antarktischen Landmasse. Über ihr weiteres Schicksal schweigt sich Lovecraft aus, allerdings deuten die Ereignisse in Berge des Wahnsinns darauf hin, dass sie dort von einem zweiten Aufstand der Schoggothen endgültig vernichtet wurden.
Ursprung: „At the Mountains of Madness“ (dt. Berge des Wahnsinns), Lovecraft
Weitere: „Hive“, Curran; „Beyond the Mountains of Madness“, Engan und Engan; „An Item of Mutual Interest“, Glancy; „In the Vaults Beneath“ Lumley; „Deities and Demigods Cyclopedia“, Ward, Kuntz und Schick

### Flugkraken

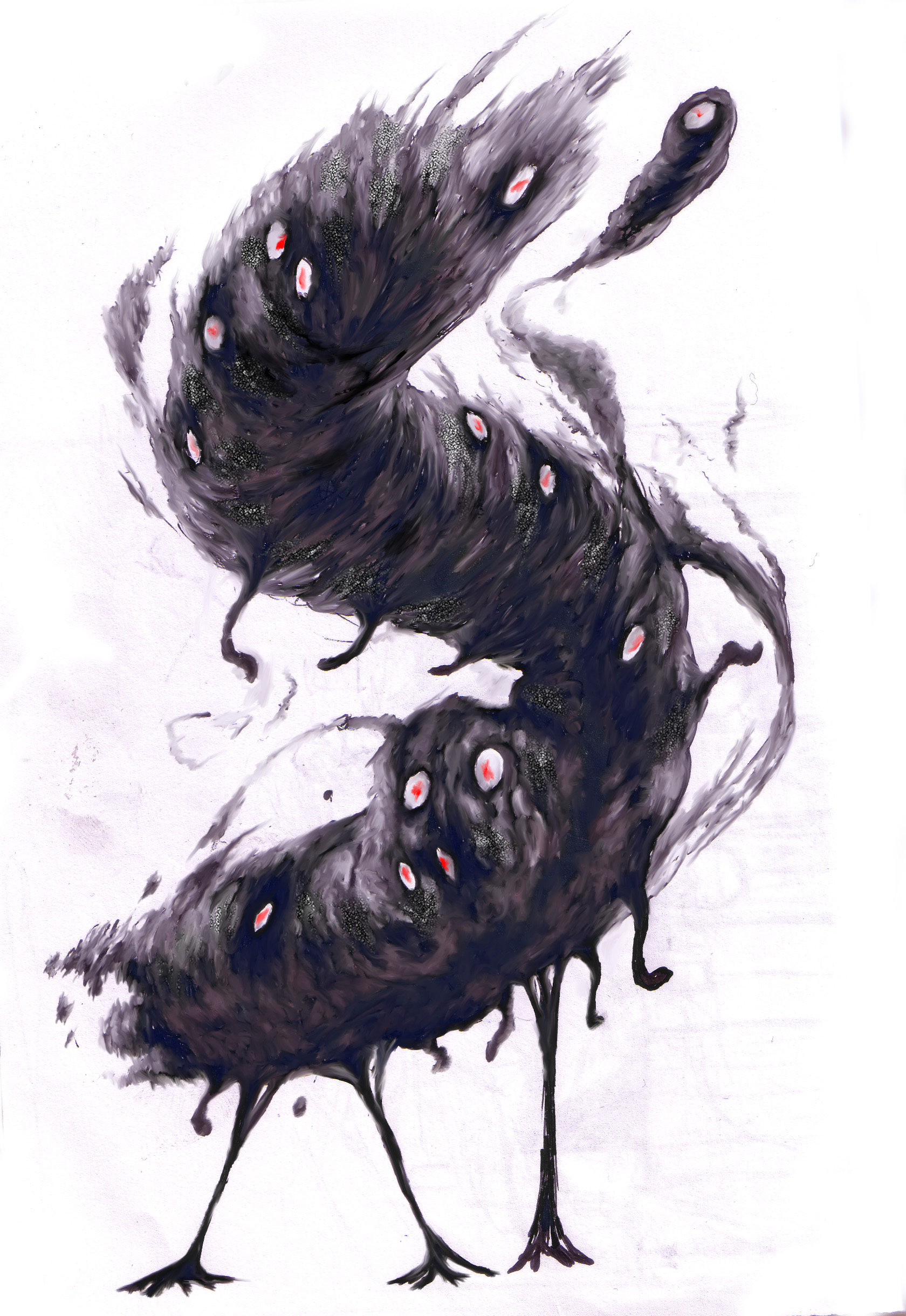
Flugkrake (Fan-Art, 2009)

auch: Fliegende Polypen (engl. Flying Polyps)
Die Wesen, die als Flugkraken bezeichnet werden, sind nicht deutlich beschrieben, da sie sich nach Belieben unsichtbar machen können und nur partiell aus fester Materie bestehen. Sie hinterlassen aber manchmal riesige „Fußspuren“, die fünf kreisrund angeordnete „Zehen“ erkennen lassen. Sie können die Luft und den Wind kontrollieren, wobei es unbekannt ist auf welche genaue Weise dies geschieht, und können ohne erkennbare Flügel oder ähnliche Gliedmaßen fliegen. Sie reagieren besonders empfindlich auf Blitzentladungen.
Auf der Erde kamen sie vor ungefähr sechshundert Millionen Jahren an und wurden zunächst von den Älteren Wesen daran gehindert die Ozeane zu besiedeln. Sie bauten Türme aus Basalt an Land und machten Jagd auf eine merkwürdige Art von kegelförmigen Geschöpfen, deren Geist aber später von der Großen Rasse von Yith übernommen wurde, die sich mit Blitzentladungswaffen zu wehren wussten. Die Große Rasse von Yith sperrte die Flugkraken in ausgedehnten Höhlensystemen ein, deren Zugänge versiegelt wurden. Aber vor etwa 50 Millionen Jahren entkamen die Flugkraken und nahmen Rache. Sie zerstörten die Städte der kegelförmigen Wesen und die Wesen selbst, die Große Rasse von Yith hatte sich jedoch bereits in andere Wesen in der fernen Zukunft (wenn die Flugkraken längst ausgestorben sind) versetzt, so dass sie der Vernichtung entkamen.
Ursprung: „The Shadow Out of Time“ (dt. Der Schatten aus der Zeit)
Weitere: „Papyrus of the Dark Wisdom“, Carter und Smith; „Call of Cthulhu Roleplaying Game“ (dt. Cthulhu), Cook und Tynes; „The Horror from Yith“, DeBill; „Delta Green: Denied to the Enemy“, Detwiller; „The Shadow from Yith“, Gullette; „Other Nations“, T. Marsh und P. Marsh; „Beneath the Dunes“, Pons

### Fungi vom Yuggoth
auch: Mi-Go

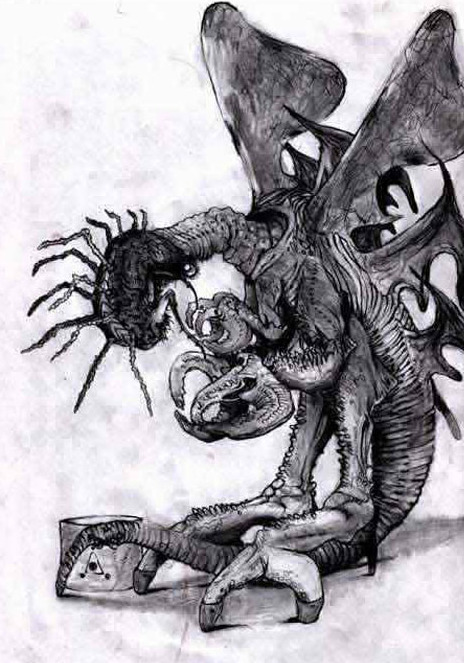
Mi-Go (Fan-Art, 1990er)

Diese außerirdischen Wesen sind annähernd menschengroß, besitzen eine fleischfarbene, krustenartige Haut. Sie verfügen über mehrere, paarweise angeordnete Gliedmaßen, die mit scherenartigen Klauen bewehrt sind – ihr Aussehen wird manchmal als krebsartig beschrieben. Ihr ovaler, knotiger und weicher Kopf ist von zahlreichen Fühlern bedeckt und ändert ständig seine Farbe, worüber diese Geschöpfe kommunizieren. Da diese Geschöpfe von einem lichtlosen Planeten stammen, sind sie außerordentlich lichtempfindlich und scheuen den Tag. Die bloße Anwesenheit der Yuggoth-Geschöpfe versetzt Tiere in panische Raserei. Die Fungi haben im gesamten Universum Stützpunkte errichtet, wobei der wichtigste Stützpunkt in unserem Sonnensystem der „Yuggoth“ (ein äußerer Planet unseres Sonnensystems) ist. Die Krustengeschöpfe kamen während des Juras auf die Erde, weil sie ein Mineral benötigen, welches nur auf unserem Planeten existiert und das sie zur Zucht ihrer Nahrungsmittel brauchen (eine bestimmte Pilzart). Es kam zum Krieg gegen die Älteren Wesen, die von den Mi-Go langsam in die Antarktis zurückgedrängt wurden.

Ihre irdischen Stützpunkte halten die Mi-Go so geheim wie möglich und rekrutieren auch Menschen, um dies zu unterstützen oder räumen andere aus dem Weg, wenn sie zu neugierig werden. Sie sind auch der Ursprung für zahlreiche Legenden, die sich um Wesen wie den abscheulichen Schneemenschen (auch bekannt als Yeti, auf Tibetisch: Migö, daher der Name Mi-Go), die indischen Nagas oder die griechischen Kalikanzari ranken. Die Fungi vom Yuggoth beten Azathoth, Nyarlathotep und Shub-Niggurath an, bzw. immer das höhere Wesen, das für den gewünschten Effekt am günstigsten ist.
Ursprung: „The Whisperer in Darkness“ (dt. Der Flüsterer im Dunklen), Lovecraft
Weitere bei Lovecraft: „At the Mountains of Madness“ (dt. Berge des Wahnsinns), „Through the Gates of the Silver Key“ (dt. Durch die Tore des Silberschlüssels), Lovecraft und Price
Weitere: „The Temple of the Moon“, Aniolowski und Szymanski; „The Dweller in the Tomb“, Carter; „Call of Cthulhu Roleplaying Game“, Cook und Tynes; „Machinations of the Mi-Go“, „Delta Green“, Detwiller, Glancy und Tynes; „Outer Gateways“, Grant; „Keeper’s Compendium“, Herber; „Convergence“, Tynes; „Necronomicon“, Tyson

### Große Rasse von Yith
Die Große Rasse von Yith (engl. Great Race of Yith) war ein Volk von substanzlosen Zeitreisenden, das vor 150 Millionen Jahren auf der Erde ankam. Dabei besetzten sie die Körper von kegelförmigen Lebewesen, 10 Fuß im Durchmesser und in der Höhe, die halb pflanzlich, halb tierisch waren, und sich mit einer Art Samen vermehrten. Sie konnten aber weiterhin ihren Geist in den Körper anderer Wesen in kommenden oder vergangenen Zeitaltern schicken, insbesondere um historische Forschung zu betreiben. Dabei suchten sie sich immer Wesen von besonderem Intellekt aus, um soviel Wissen wie möglich zu erlangen. Sie lebten in ständiger Angst vor den Flugkraken (engl. Flying Polyps), die sie zunächst unterwarfen, die aber am Ende die Große Rasse vernichteten – jedoch nicht bevor diese ihren Geist in die Körper einer nach dem Menschen lebenden Käferrasse retteten.
Ursprung: „The Shadow Out of Time“ (dt. Der Schatten aus der Zeit), H.P. Lovecraft
Weitere bei Lovecraft: „The Dark Brotherhood“, „The Shadow out of Space“, Derleth und Lovecraft
Weitere: „False Containment“, Conyers; „The Changeling“, „The Horror from Yith“, DeBill; „Delta Green: Denied to the Enemy“, Detwiller; „The Shadow from Yith“, Gullette; „The Dreamer“, Herber; „Necronomicon“, Tyson

### Schlangenmenschen
(engl. Serpent Men, Serpent People)
Die Schlangenmenschen von Valusia sind im Mythos eine der vormenschlichen Rassen. Erschaffen und ausgearbeitet wurden sie hauptsächlich von Robert E. Howard in seinen Geschichten von den Helden König Kull und Conan, die auf den vorzeitlichen Kontinenten Thuria und Hyboria spielen. Schlangenmenschen sind aufrecht gehende Reptilien mit einem langgestreckten, schlangenartigen Körper. Der Große Alte Yig gilt als Vater der Schlangen und wurde ursprünglich von allen Schlangenmenschen verehrt. Sie entstanden in der Frühzeit der Erde und entwickelten ihre erste Zivilisation schon in der Periode des Perm in den Sumpfgebieten des Urkontinents Pangaea. Obwohl sie sehr fortgeschritten waren in der Baukunst, der Alchemie und Magie, ging ihre große Kultur mit dem Erscheinen der großen Dinosaurier zugrunde. Die Überlebenden gründeten ein neues Reich namens Yoth in den ausgedehnten Höhlensystemen unter der Erde, doch auf dem Höhepunkt ihrer Macht fielen sie vom Glauben an ihren Gott Yig ab und wurden von ihm verflucht. Die Schlangenmenschen konnten zwar noch weitere Zivilisationen in den folgenden Jahrtausenden errichten, zur Zeit von Hyboria, in Lemuria und Atlantis, doch ihre Rasse war zum Aussterben verurteilt. Der Legende nach war es König Kull, der die Schlangenmenschen fast völlig ausrottete. Nur einzelne, sehr mächtige Schlangenmenschen konnten sich letztendlich unter den aufstrebenden Menschen der Neuzeit halten – die Zeit der Herrschaft der Reptilien war vorbei.
Ursprung: „The Shadow Kingdom“, Howard
bei Lovecraft: „The Haunter of the Dark“
Weitere: „Where a God Shall Tread“, Aniolowski; „Zoth-Ommog“, Carter; „Conan the Buccaneer“, Carter und de Camp; „Outer Gateways“, Grant; „The Illuminatus! Trilogy“, Shea und Wilson; „The Seven Geases“, Smith; „The Starshine“, Szymanski; „The Dragons of Mons Fractus“, Tierney

### Shoggothen

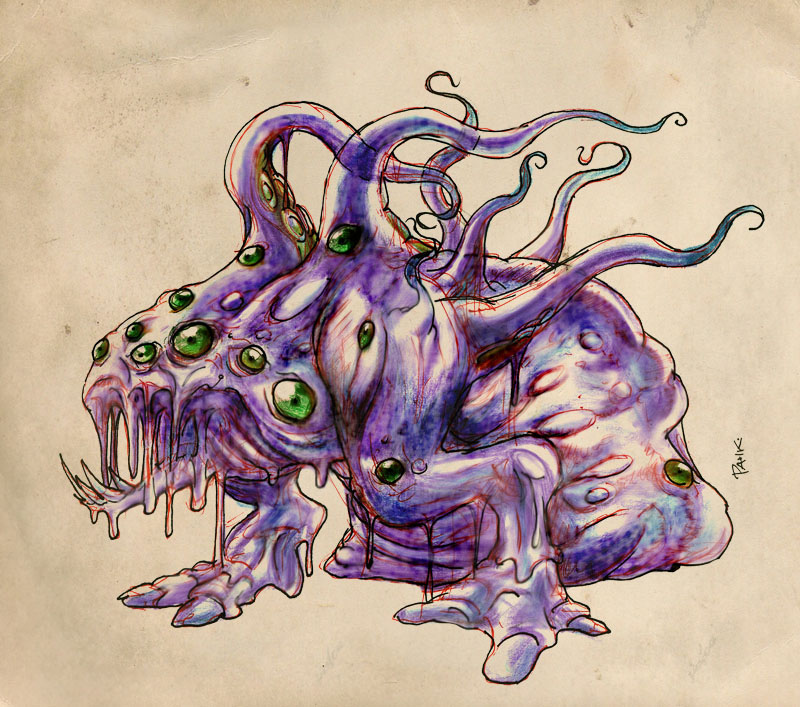
Shoggothe (Fan-Art, 2006)

Die Älteren Wesen erschufen die Shoggothen (künstlich entwickelte Protoplasmaansammlungen), da sie zur Errichtung ihrer Städte eine kräftige und ausdauernde Sklavenrasse benötigten. Die Shoggothen bestehen aus gallertartigem, schwarzem Zellgewebe von gewaltigen Ausmaßen und ernähren sich von allen organischen Stoffen, die sie durch Berührung absorbieren. Durch Hypnose konnten die Älteren Wesen die Shoggothen trainieren und veranlassen, eine Vielzahl temporärer Gliedmaßen und Sinnesorgane aus ihrem Gewebe entstehen zu lassen, was sie zu effektiven Arbeitskräften machte.
Durch Ausdehnung ihrer Masse können Shoggothen eine gewaltige Größe erreichen und selbst schwerste Lasten tragen. Sie verströmen einen äußerst penetranten Geruch, der ihre Präsenz bereits aus großer Entfernung verrät und Tiere in Panik versetzt. Sie äußern Laute, die am ehesten einem hohen Pfeifen ähneln. Der Durchmesser eines Shoggothen beträgt im kugelförmigen Normalzustand knapp 5 Meter, wobei sich seine Größe und Form ständig wandelt. Shoggothen vermehren sich durch Zellteilung, altern nicht und hatten im Verlauf mehrerer Millionen Jahre eine rudimentäre Intelligenz erlangt, was ihnen ermöglichte, auch ohne Befehle durch die Älteren Wesen Gliedmaßen zu formen.
Vor ungefähr 150 Millionen Jahren lehnten sie sich gegen ihre Erschaffer auf und wurden von diesen in einem erbittert geführten Krieg unterworfen und von den Älteren Wesen mühsam gezähmt, doch circa 3 Millionen Jahre vor unserer Zeitrechnung gab es anscheinend einen weiteren Aufstand, der die endgültige Vernichtung der Älteren Wesen zum Ergebnis hatte. Die Shoggothen leben nun in ausgedehnten unterirdischen Höhlensystemen unterhalb der antarktischen Stadt, die einst von den Älteren Wesen bewohnt wurde, aber offenbar auch in anderen Regionen.
Es haben sich im Laufe der Zeit auch variante Arten gebildet, mit mehr oder weniger Intelligenz und verschiedenen Möglichkeiten, andere Wesen durch Formwandlung zu imitieren.
Ursprung: „At the Mountains of Madness“ (dt. Berge des Wahnsinns), Lovecraft
Weitere bei Lovecraft: „The Shadow Over Innsmouth“ (dt. Schatten über Innsmouth)
Weitere: „A Case of Royal Blood“, Altmann; „Weapon Grade“, Conyers; „Perilous Legacy“, DeBill; „Nightside of Eden“ (dt. Nachtseite von Eden), Grant; „The Transition of Titus Crow“, Lumley; „A Guide to the Cthulhu Cult“, Pelton; „Fat Face“, Shea; „Not What One Does“, Sunseri und Henderson; „Tomb of the Old Ones“, Wilson

### Sternengezücht
Das Sternengezücht (engl. Star-spawn), gelegentlich auch als Cthulhi bezeichnet, wurde von Cthulhu bei seiner Ankunft auf der Erde vor mehreren Hundert Millionen Jahren mitgebracht. Die Angehörigen dieser Rasse sehen Cthulhu äußerst ähnlich, wobei sie aber deutlich kleiner sind. Sie lassen sich am ehesten als krakenartige, landbewohnende Kreaturen beschreiben.
Kurz nach seiner Ankunft auf der Erde nahm das Sternengezücht den Kampf gegen die Älteren Wesen auf, der mit einem Friedensschluss endete und den Neuankömmlingen die Landmasse zusicherte, auf der diese die Stadt R’lyeh erbauten. Nach einiger Zeit versank diese Landmasse jedoch im Meer, und das Sternengezücht wurde zusammen mit seinem Herrn in der Stadt gefangen.
Ursprung: „At the Mountains of Madness“ (dt. Berge des Wahnsinns), Lovecraft
Weitere: „The Transition of Titus Crow“, Lumley; „Call of Cthulhu Rulebook“ (dt. Auf Cthulhus Spur), Petersen und Willis

### Tiefe Wesen
Die Tiefen Wesen (engl. The Deep Ones) sind Angehörige einer amphibischen Rasse, die auf dem Meeresgrund lebt. Sie sind annähernd menschengroß und verfügen über eine graugrüne feuchte Haut, die an der wulstigen Rückenpartie schuppig ist. An der Bauchpartie ist ihre Haut weiß, und ihr Kopf erinnert an den eines überdimensionierten Fisches oder Frosches. Ihre Klauen besitzen Schwimmhäute, und wenn sie kommunizieren, erinnert dies an ein froschartiges Gequake. Sie hopsen und watscheln eher, anstatt zu gehen, wobei dies sowohl zwei- als auch vierbeinig geschehen kann. Das Leben eines Tiefen Wesens kann nur durch äußere Einwirkung wie zum Beispiel durch Gewalt beendet werden.
Tiefe Wesen können außerhalb des Wassers leben, aber die meiste Zeit verbringen sie in ihren riesigen Städten am Meeresgrund. Sie beten zu Cthulhu und vor allem zu Vater Dagon und Mutter Hydra, die ihnen offenbar recht ähnlich sind. Die Tiefen Wesen lassen sich durch bestimmte uralte Rituale an die Meeresoberfläche holen. Sie lassen sich dann oftmals dazu überreden, den Menschen, die sie heraufbeschworen haben, reiche Fischfänge und Goldschmuck zu bescheren. Im Gegenzug verlangen die Tiefen Wesen meist die Paarung mit einigen Menschen. Die Kinder, die aus diesen Verbindungen hervorgehen, werden den Tiefen Wesen im Laufe der Zeit immer ähnlicher (der sog. Innsmouth-Look), bis sie unter Wasser gehen, um dort ihr (ewiges) Leben zu verbringen. Fast alle Bewohner der Hafenstadt Innsmouth sind von diesem Phänomen betroffen und suchen am Ende ihrer Metamorphose die Meeresstadt Y’ha-nthlei auf.
Ursprung: „The Shadow Over Innsmouth“ (dt. Schatten über Innsmouth), Lovecraft
Weitere bei Lovecraft: „The Shuttered Room“, „The Survivor“, Derleth und Lovecraft;
Weitere: „The Room in the Castle“, Campbell; „The Songs of Fantari“, Detwiller und Isinwyll; „The Star of Istanbul“, Donahue; „The Worlds of HP Lovecraft – Dagon“, Jones; „The Burrowers Beneath“, „The Return of the Deep Ones“, Lumley; „Other Nations“, Marsh und Marsh; „S.Petersen’s Field Guide to Cthulhu Monsters“, Petersen; „Escape from Innsmouth“, Ross; „The Jennifer Morgue“, Stross; „The City in the Sea“, Thomas und Willis; „The Deep Ones“, Wade

## Personen und Gruppen
Unter den Elementen, die Lovecraft in seinen Erzählungen mehrfach aufgreift, und die später auch von anderen Autoren wieder aufgegriffen wurden, befinden sich nicht nur mächtige, uralte Wesen und unirdische Rassen, sondern auch Menschen und solche, die es mal waren. Hier ein paar Beispiele:

### Henry Armitage
Henry Armitage wurde 1855 geboren, doch seine Kindheit bleibt weitestgehend im Dunklen. Möglicherweise stammt er aus Innsmouth. Er studierte an der Miskatonic-Universität (Klasse von 1881), promovierte in Princeton und machte seinen Doctor of Letters in Cambridge. 1882 kam er zum ersten Mal in Kontakt mit dem Übernatürlichen, als ein mysteriöser Meteor in der Nähe von Arkham herunterging. Im Zuge der Ermittlungen kam er auch zum ersten Mal mit dem Necronomicon in Kontakt. Er wurde zum obersten Bibliothekar an der Miskatonic-Universität berufen, ein Amt, das er viele Jahre innehatte, bis er zusammen mit den Professoren Rice und Morgan dem Grauen ein Ende setzte, das in Dunwich umging. Danach wurde seine Gesundheit immer schlechter und er wurde irgendwann vor 1936 aus dem Amt entlassen. Die Umstände seines Todes sind nicht ganz klar und es existieren sich widersprechende Geschichten, unter anderem die, dass er 1939 starb, als er versuchte, eine Sammlung seltener Bücher vor dem Feuer zu retten oder die, dass er 1946 auf dem Campus der Miskatonic-Universität einen Herzanfall erlitt.
Ursprung: „The Dunwich Horror“ (dt. Das Grauen von Dunwich), Lovecraft
Weitere: „The Seven Cities of Gold“, Burnham; „The House of Azathoth“, Cannon; „Zoth-Ommog“, Carter; „Arkham Unveiled“, Herber; „A Resection of Time“, Johnson; „The Terror from the Depths“, Leiber; „The Black Brat of Dunwich“, Sargent; „Ex Libris Miskatonici“, Stanley; „Stacked Actors“, Worthy

### Randolph Carter
Randolph Carter war ein Schriftsteller und Mystiker aus Boston. Seine Familie hat eine lange Geschichte mit Vorfahren, die in den Kreuzzügen kämpften und beinahe den Hexenprozessen von Salem zum Opfer fielen. Randolph hatte die Gabe die Zukunft voraus zu sehen und bereiste oft die Traumlande, bis er dreißig wurde. Danach begann für ihn eine Zeit der Selbstsuche, die er aber zeit seines Lebens nicht beenden konnte. Während des Ersten Weltkriegs diente er in der Fremdenlegion, wo er sich mit Etienne-Laurent de Marigny anfreundete. Er schied aus der Fremdenlegion aus, nachdem er beinahe getötet worden wäre und kehrte in die USA zurück, wo er Schüler des Okkultisten Harley Warren wurde. Warren verschwand später unter mysteriösen Umständen während Randolph bei ihm war. Randolph veröffentlichte unter anderem 1919 ein Buch über seine Kriegserlebnisse und 1922 eine Horrorgeschichte, er wurde jedoch für seine Fantasyromane bekannt. Am 7. Oktober 1928 verschwand Randolph Carter in den Ruinen der Villa seiner Familie bei Arkham. Obwohl ein paar Hinweise gefunden wurden, wurde er nie wieder gesehen – es heißt, er kehrte zurück in die Traumlande, um dort seinen Platz als König einzunehmen. Obwohl Lovecraft sich auf vielen Ebenen eindeutig mit Carter identifizierte, ist er doch keine so autobiografische Figur wie viele andere in Lovecrafts Werken. Randolph Carter stellt vielmehr ein Konstrukt aus Lovecrafts verschiedenen philosophischen und ästhetischen Ansichten dar.
Ursprung: „The Statement of Randolph Carter“ (dt. Die Aussage des Randolph Carter), Lovecraft
 Weitere bei Lovecraft: „The Dream-Quest of Unknown Kadath“ (dt. Die Traumsuche nach dem unbekannten Kadath), „The Silver Key“ (dt. Der Silberschlüssel), „The Unnamable“ (dt. Das Unnennbare ), „The Case of Charles Dexter Ward“ (dt. Der Fall des Charles Dexter Ward); „Through the Gates of the Silver Key“ (dt. Durch die Tore des Silberschlüssels ), mit Price
Weitere: „Prey“ (dt. Die Opferung), Masterton; „The Lord of Illusion“, Price; „Howard Phillips Lovecraft – Chroniken des Grauens“, Winter

### Richard Upton Pickman
Äußerst begabter Maler aus Salem, der besonders für seine Darstellungen von merkwürdigen, monströsen Wesen in Friedhofs- oder Kellerkulissen bekannt wurde. Pickman studierte an der Minneiska-Universität in Wisconsin. Er hatte einen ungewöhnlich realistischen Stil, der ihn von seinen Kollegen abhob. Obwohl die Allgemeinheit seine Werke eher ignorierte, stand er bei einigen Sammlern in hohem Kurs. 1926 verschwand er spurlos zusammen mit den meisten seiner unverkauften Werke. Er taucht wieder in der „Traumsuche“ als ein den Ghoulen so weit angeglichener Mensch auf, dass er fast nur noch in deren Sprache plappert und kaum mehr Englisch spricht. Er hilft Randolph Carter bei seiner Suche nach dem Berg Kadath, indem er ihm anfangs einige, später eine ganze Armee Ghoule und Dunkel-Dürre (eine Art Vampire) zur Verfügung stellt.
Ursprung: „Pickman’s Model“ (dt. Pickmans Modell), Lovecraft
Weitere bei Lovecraft: „The Dream-Quest of Unknown Kadath“ (dt. Die Traumsuche nach dem unbekannten Kadath)
Weitere: „Huitloxopetl IX: Pickman’s God“, Ambuehl; „Strange Eons“, Bloch; „Principles and Parameters“, Patterson; „The Minneiska Incident“, Rahman und Rahman; „Pickman’s Model“, Sapinsley; „Unfinished Business“, Shiflet

### Harley Warren
Harley Warren war ein Okkultist aus South Carolina und Freund von Randolph Carter, der sich in den Jahren 1916–18 einen Namen für seine Untersuchungen des Übernatürlichen machte. Nach dem Ersten Weltkrieg setzte er sein Studium des Okkulten für persönlichere Zwecke fort und wurde dabei vom Bostoner Mystiker Randolph Carter begleitet. Harley Warren verschwand im Dezember 1919 im großen Zypressensumpf von Florida, aber obwohl Carter irgendwie beteiligt war, musste er aus Mangel an Beweisen frei gelassen werden.
Ursprung: „The Statement of Randolph Carter“ (dt. Die Aussage des Randolph Carter), Lovecraft
Weitere bei Lovecraft: „Through the Gates of the Silver Key“ (dt. Durch die Tore des Silberschlüssels ) mit Price

### Die Whateleys
- Noah Whateley (auch Elezer, Alter Whateley oder Zauberer Whateley)
Noah Whateley wohnte in Dunwich und war als Zauberer bekannt. Er war irgendwann verheiratet gewesen und ist der Vater von Lavinia Whateley. Sein Vater, Oliver Whateley wurde von den Einwohnern des Ortes gelyncht, da er der Hexerei verdächtigt wurde. Noahs Nachbarn fürchteten und verabscheuten ihn seit gewissen Ereignissen bei dem Steinkreis in der Nähe von Dunwich. Er starb 1924 eines natürlichen Todes.
- Lavinia Whateley
Lavinia wurde etwa 1878 als Albino geboren und war die Mutter von Wilbur Whateley. Nach dem Tod des Alten Whateley entfremdete sie sich immer mehr von ihrem Sohn. Zum Halloweenabend 1926 verschwand sie, möglicherweise ein Opfer ihres eigenen Sohnes.
- Wilbur Whateley
Wilbur wurde 1913 als Sohn von Lavinia und einem unbekannten Vater geboren. Er wuchs sehr schnell heran, konnte mit elf Monaten bereits sprechen und maß fast 2,50 Meter als er starb. Er war bekannt dafür, dass er wie sein Großvater Rituale auf den Hügeln in der Nähe von Dunwich durchführte und entsprechend von der ansässigen Bevölkerung gefürchtet. Er hatte einen gewissen Ruf in okkulten Kreisen und stand mit einigen bekannten Persönlichkeiten wie Dr. Armitage von der Miscatonic-Universität in Korrespondenz. Er verschwand 1928 unter schockierenden Umständen und es gibt Gerüchte über einen Zwillingsbruder.

Ursprung: „The Dunwich Horror“ (dt. Das Grauen von Dunwich), Lovecraft
Weitere: „The Shuttered Room“, Lovecraft/Derleth; „Return to Dunwich“, Herber; „Wilbur Whateley Waiting“, Price; „The Black Brat of Dunwich“, Sargent

### Erich Zann
Stummer deutscher Violinist, dessen Vorgeschichte etwas im Unklaren liegt. Seine Nachbarn in Paris wurden auf ihn durch seine „überirdischen Violinenklänge“ aufmerksam. Er scheint 1925 spurlos verschwunden zu sein als er ein experimentelles Stück probte. Eine Leiche wurde nie gefunden.
Ursprung: „The Music of Erich Zann“ (dt. Die Musik des Erich Zann), Lovecraft
Weitere: „La Musique de la Nuit“, Aniolowski; „Suicide Watch“, Dembo; „Miscatonic University“, Johnson u. a.; „The Silence of Erika Zann“, Wade

## Bücher

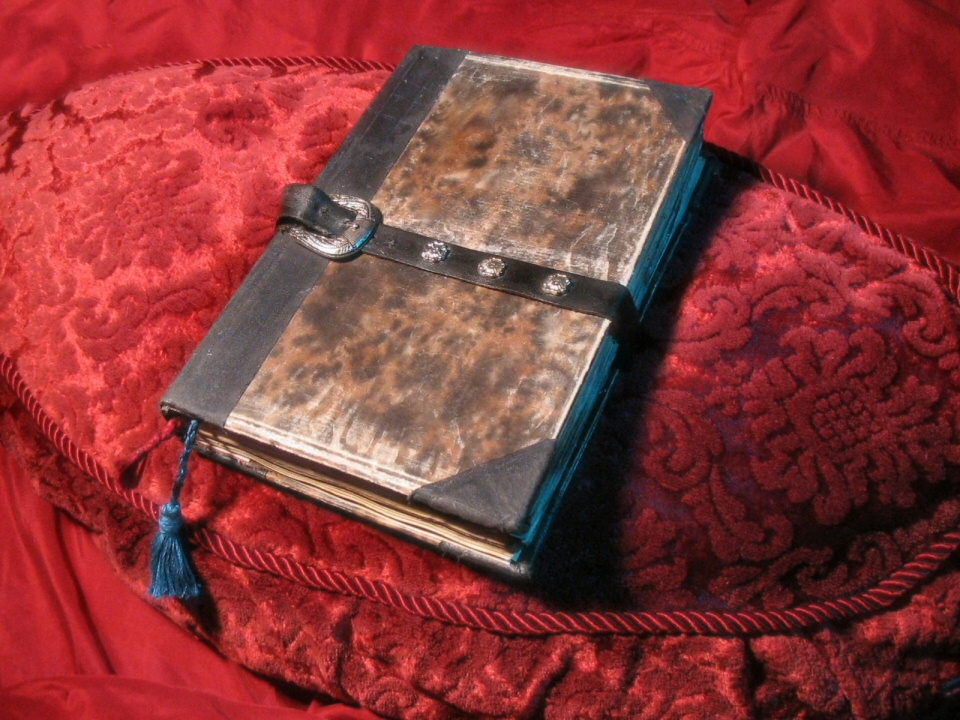
Necronomicon (Fan-Requisit, 2004)

Lovecraft erdachte nicht nur die Wesen selbst, sondern auch deren Auswirkung auf den Menschen in Form von okkulten Büchern, in denen die Herkunft der außerirdischen Wesen offenbart wird und die magische Praktiken enthalten, um mit diesen Wesen in Kontakt zu treten. Er gab sich große Mühe, wenn es darum ging seinen Schöpfungen eine fiktive Glaubwürdigkeit zu verschaffen, so dass sich ein Leser während der Lektüre leicht fragen konnte, ob nicht doch überliefertes Wissen dahinter steckte, ob es nicht tatsächlich einen Kult der Großen Alten gab oder ob das Necronomicon tatsächlich existierte.

### Das Necronomicon
auch: Kitab al-Azif, Azif, Cultus Maleficarum, Sussex Manuscript, Die Totenrufen oder Das Verichteraraberbuch
Dieser Teil des Cthulhu-Mythos wurde selbst zu einer Art Mythos. In Lovecrafts Geschichten ist das Necronomicon ein mysteriöses Buch, das diverse Geheimnisse über die Hintergründe der verschiedenen Wesen und Großen Alten enthält, dessen Lektüre aber gefährlich ist, denn sein Inhalt reicht an die Grenzen des Verstandes und das Wissen, das es vermittelt, kann den Leser in den Wahnsinn treiben. Ähnliche Eigenschaften werden auch anderen mysteriösen Büchern in Lovecrafts Erzählungen zugesprochen, aber das Necronomicon ist das meisterwähnte und soll eine der vollständigsten, ausführlichsten und ältesten dieser Abhandlungen sein. In den Geschichten tauchen auch Quellen, Abschriften und Übersetzungen in verschiedene Sprachen auf, die das Mysterium um seinen Ursprung noch verstärken. In einigen Geschichten wird daraus zitiert. Es wird in vielen Geschichten von einer großen Anzahl von anderen Autoren erwähnt, zitiert, gesucht, gefunden, verwendet, und ist für sehr viele Protagonisten eine große Gefahr oder auch eine Hilfe. Die Geschichten, die über das Necronomicon erzählt werden, sind so vielfältig, dass sie sich in manchen Aussagen sogar widersprechen, und ein Studium des Themas ist äußerst komplex.
Ursprung: „The Hound“ (dt. Der Hund), Lovecraft
Weitere bei Lovecraft: „The Festival“ (dt. Das Fest), „The Descendant“ (dt. Der Spross), „The Call of Cthulhu“ (dt. Cthulhus Ruf), „The Case of Charles Dexter Ward“ (dt. Der Fall Charles Dexter Ward), „The Dunwich Horror“ (dt. Das Grauen von Dunwich), „The Whisperer in Darkness“ (dt. Der Flüsterer im Dunkeln), „At the Mountains of Madness“ (dt. Berge des Wahnsinns), „The Dreams in the Witch House“ (dt. Träume im Hexenhaus), „The Thing on the Doorstep“ (dt. Das Ding auf der Schwelle), „The Shadow Out of Time“ (dt. Der Schatten aus der Zeit), „The Haunter of the Dark“ (dt. Der Leuchtende Trapezoeder bzw. Jäger der Finsternis);
„The Last Test“ (dt. Das letzte Experiment ) mit de Castro; „Medusa’s Coil“ (dt. Das Haar der Medusa), mit Bishop; „The Horror in the Museum“ (dt. Das Grauen im Museum), „Out of the Aeons“ (dt. Aus Äonen) mit Heald; „Through the Gates of the Silver Key“ (dt. Durch die Tore des Silberschlüssels) mit Price; „The Diary of Alonzo Typer“ (dt. Das Tagebuch des Alonzo Typer) mit Lumley
Sehr viele weitere Autoren erwähnen das Necronomicon oder machen es zum Hauptgegenstand einer Handlung oder eines Handlungsstranges.

### Das Buch Dzyan
auch: Das Buch von Dzyan, Das Buch des Dzyan, Die Strophen von Dzyan oder Stanzen von Dzyan (engl. Book of Dzyan oder Stanzas of Dzyan)
Ein Buch uralter Weisheit, das auf einer höheren, spirituellen Ebene existiert. Es wurde den Menschen von den Herrn der Venus gebracht, die es in der verlorenen Stadt Shamballah aufbewahrten. Eine Übersetzung aus der ursprünglichen Senzar-Sprache, die den Menschen zusammen mit dem Buch überbracht wurde, ins Chinesische und in Sanskrit erfuhr eine weitere Verbreitung. Es soll eine Beschreibung des Siegels Salomons enthalten, mit dem man böse Geister abwehren kann.
Ursprung: „The Secret Doctrine“ (dt. Die Geheimlehre), Blavatsky
bei Lovecraft: „The Haunter of the Dark“ (dt. Der leuchtende Trapezoeder oder Jäger der Finsternis); „Selected Letters IV“; „The Diary of Alonzo Typer“ (dt. Das Tagebuch des Alonzo Typer), mit Lumley
Weitere: „The Fate“, Detwiller mit Ivey; „The Dark Destroyer“, Glasby; „Keeper’s Compendium“, Herber; „The Book of Dzyan“, Maroney (Hrsg.); „Ex Libris Miskatonici“, Stanley
Bemerkung: Lovecraft lernte die Schriften von Blavatsky erst gegen Ende seines Lebens kennen. Seine Hauptquelle für die Beschreibung des Buches des Dzyan war E. Hoffman Price, der es aus anderen theosophischen Quellen kannte. 

### Buch von Eibon
auch: Liber Ivonis
Das Buch von Eibon wurde, wie der Name besagt, von Eibon, einem Zauberer aus Hyperborea geschrieben. Das Nachwort ist von Cyron von Varaad und erzählt, dass ihm Eibon ein ungeordnetes Manuskript hinterließ, das er dann für das Buch sortierte. Das Buch wurde danach immer wieder weitergegeben und gelangte nach der Zerstörung Hyperboreas während der Eiszeit auch nach Atlantis und über Händler nach Ägypten, wo es in Hieroglyphen übersetzt wurde. 1600 v. Chr. wurde es dann ins Punische übersetzt und weitere Kopien während der Griechisch-Baktrischen Ära. 960 n. Chr. stellte Theodorus Philetas dann aus mehreren Ausgaben eine griechische Übersetzung zusammen, wobei auch eine lateinische Übersetzung aus dem 9. Jahrhundert existieren soll, die 1662 in Rom gedruckt wurde. Es gibt auch die Geschichten, denen zufolge das Buch nach dem Untergang von Atlantis über das Land Averoigne nach Frankreich und Irland gelangte und im 13. Jahrhundert von Gaspard du Nord ins Französische übersetzt wurde. Eine Übersetzung ins Englische soll während der Regierungszeit von James I. gemacht worden sein. Das Buch enthält Beschreibungen aus der Jugend des Zauberers, von anderen Welten, von Riten und Beschwörungen und von chemischen bzw. alchemischen Experimenten. Das vermittelte Wissen variiert jedoch stark, abhängig von der Ausgabe, da viele unterschiedliche Versionen existieren sollen, die verschiedene, ursprüngliche Abschnitte auslassen oder bei denen zu viel in der Übersetzung verloren ging.
Ursprung: „The Holiness of Azedarac“ (dt.  Die Heiligkeit des Azedarac), Smith
Weitere bei Smith: „The Beast of Averoigne“ (dt. Die Bestie von Averoigne), „The Colossus of Ylourgne“ (dt. Der Koloß von Ylourgne), „The Coming of the White Worm“ (dt. Die Ankunft des weißen Wurms), „Ubbo-Sathla“
bei Lovecraft: „The Man of Stone“ (dt. Der Mann aus Stein), „Dreams and Fancies“, „Selected Letters V“
Weitere: „The Horror from the Bridge“, Campbell; „The Book of Eibon“, „History and Chronology of the Book of Eibon“, „In the Vale of Pnath“, „The Life of Eibon according to Cyron of Varaad“, „Papyrus of the Dark Wisdom“, „Shaggai“, Carter; „The Adventure of the Six Silver Spiders“, Derleth; „Cults Exposed! The Starry Wisdom Church“, Harms; „By the Bay, Part I“, „Keeper’s Compendium“, „Pickman’s Student“, Herber; „The Thing at the Threshold“, McConnell und Sutton; „To Call Forth Tsathoggua to Smith Thy Enemy“, Joseph S. Pulver; „Ex Libris Miscatonici“, Stanley
Ein Book of Eibon wurde von Clark Ashton Smith begonnen, von Lin Carter fortgesetzt und von Robert M. Price herausgegeben.

### De Vermis Mysteriis
auch: Die geheimnisvollen Wurme, Das Grimoire (engl. Mysteries of the Wyrm)
Das De Vermis Mysteriis (dt. Mysterien des Wurmes) wurde von einem Ludwig Prinn geschrieben, entweder 1542 oder 1484, je nachdem, welcher Quelle man glauben mag, und soll kurz vor dem Tod des Autors durch die Inquisition aus seiner Zelle geschmuggelt worden sein. Ein Jahr nach seinem Tod wurde das in Latein verfasste Buch dann in Köln gedruckt, bevor es 1569 von Papst Pius V. verboten wurde. Es gab verschiedene Übersetzungen ins Deutsche und Englische, die größtenteils stark gekürzt und „entschärft“ wurden. Nur wenige Ausgaben haben die Zeit überlebt und diese sind weit verstreut, im Besitz verschiedener Sammler und Bibliotheken. Das Buch soll in sechzehn Kapitel gegliedert sein, jeweils über ein anderes Thema, darunter auch das berühmteste über „Sarazenische Rituale“. Eine bestimmte Menge des Textes soll in Keltischer Runenschrift verfasst sein, entweder um Druidische Rituale niederzulegen, oder zur Verschlüsselung des Inhaltes, denn unter bestimmten Umständen können diese seltsamen Runen auch plötzlich lesbar werden. Es enthält verschiedene Zauber und Rituale zusammen mit geheimem Wissen über einige Wesenheiten des Mythos. Es enthält aber angeblich auch unbekannte, gefährliche Fehler, die bei der Befolgung der Anweisungen fatal sein können.
Ursprung: „The Shambler from the Stars“ (dt. Der Schlächter von den Sternen), Bloch
Weitere bei Bloch: „Black Bargain“ (dt. Der Pakt mit dem Schatten), „Philtre Tip“, „The Secret of Sebek“ (dt. Das Geheimnis des Sebek)
bei Lovecraft: „Haunter of the Dark“ (dt. Der leuchtende Trapezoeder oder Jäger der Finsternis)
Weitere: „Real Magic“, Bonnewits; „The Darkest Part of the Woods“, Campbell; „The Adventure of the Six Silver Spiders“, Derleth; „The Survivor“ (dt. Der Nachkomme), Derleth und Lovecraft; „Castle Dark“, Herber; „Jerusalem’s Lot“ (dt. Briefe aus Jerusalem), „Revival“, King; „The Invaders“, Kuttner; „The Long-Lost Friend“, Lobdell; „Lord of the Worms“, Lumley; „Signs Writ in Scarlet“, Ross; „Ex Libris Miskatonici“, Stanley

### Unaussprechliche Kulte
auch: Unaussprechlichen Kulten, Das schwarze Buch, Namenlose Kulte (engl. auch Nameless Cults)
Dieses Buch wurde von dem Forschungsreisenden und Okkultisten Friedrich Wilhelm von Junzt (1795–1840) geschrieben. Von Junzt fand ein merkwürdiges Ende, als er an seinem nächsten Buch arbeitete. Das Buch wurde ursprünglich 1839 auf Deutsch veröffentlicht, aber noch vor dem Verkauf wurde die gesamte Auflage von dem Düsseldorfer Verleger verbrannt. Es wurde eine Übersetzung ins Französische erstellt, die 1843 veröffentlicht wurde. Eine englische Übersetzung wurde wiederum von der Französischen angefertigt und unter dem Titel Nameless Cults 1845 veröffentlicht – leider ist die Übersetzung nicht sehr gut und voller Fehler. Eine weitere englische Übersetzung (von einer überlebenden deutschen Ausgabe) wurde von Golden Goblin Press herausgegeben, die allerdings um gut ein Viertel gekürzt ist. In dem Buch beschreibt von Junzt seine Entdeckungen zu Parallelen in der Anbetung bestimmter Götter auf der ganzen Welt.
Ursprung: „The Children of the Night“, Howard
Weitere bei Howard: „The Black Stone“, „The Thing on the Roof“, „Untitled Fragment“
bei Lovecraft: „The Dreams in the Witch-House“ (dt. Träume im Hexenhaus), „The Haunter of the Dark“ (dt. Der leuchtende Trapezoeder oder Jäger der Finsternis); „The Shadow Out of Time“ (dt. Der Schatten aus der Zeit), „Out of the Aeons“ (dt. Aus Äonen), mit Heald
Weitere: „Real Magic“, Bonnewits; „Zoth-Ommog“, Carter; „The History of Unaussprechlichen Kulten“, Harris; „Dope War of the Black Tong“, Price; „Ex Libris Miskatonici“, Stanley

## Fiktive Orte
Lovecraft erfand in seinen Erzählungen Ortschaften, in denen das Wissen über diese übernatürlichen Wesen oder die Verbindung zu ihnen besonders verbreitet ist. Dabei handelt es sich um fiktive neuenglische Kleinstädte und Dörfer wie Arkham, Dunwich und Innsmouth. Auch reale Städte wie Lovecrafts Geburtsort Providence sind Schauplatz seiner Geschichten.

### In Neuengland

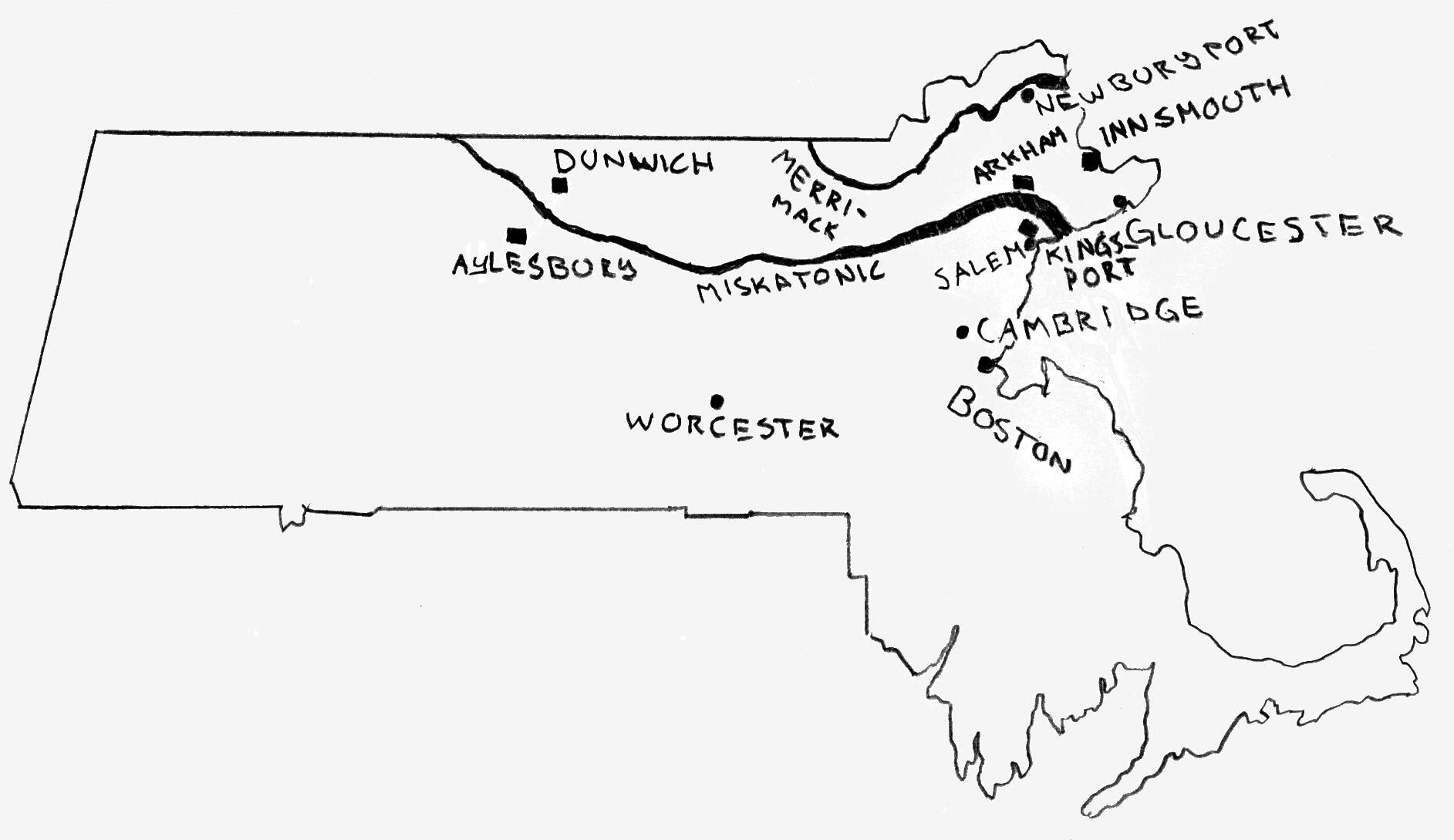
Lovecraft Country (Fan-Karte, 2009)

Das von Lovecraft beschriebene fiktive Neuengland wird oft als Lovecraft Country (auch: Miskatonic Country; dt. Miskatonic-Region) bezeichnet. Diese Region wird vom Miskatonic, einem ebenfalls fiktiven Fluss, durchflossen, der auch durch die Hauptstadt dieser Region fließt und auch Namensgeber für die Universität dieser Stadt ist. Die Region umfasst im Wesentlichen das Gebiet des realen Massachusetts, aber auch einige andere Regionen Neuenglands. Bei den Beschreibungen der Orte verwendete Lovecraft Analogien zu ihm bekannten Orten Neuenglands, so dass die fiktiven Städte und Orte eine Art realer Dimension erhalten und damit an Glaubwürdigkeit gewinnen. Eine ganze Reihe von Lovecrafts Geschichten spielt in dieser fiktiven Region.

#### Arkham
Arkham ist eine alte Stadt an der Ostküste, Hauptschauplatz und Kulisse für einige von Lovecrafts Erzählungen sowie Sitz der Miskatonic-Universität, der wichtigsten öffentlichen Einrichtung von Arkham. Lovecraft platzierte seine erfundene Stadt im Essex County in Massachusetts am Ufer des fiktiven Miskatonic River, einige Stunden Fahrtzeit von Boston entfernt. Arkham wurde im späten 17. Jahrhundert von einigen Freidenkern gegründet, denen die Ortschaften der Umgebung zu streng religiös waren. Seinen Namen erhielt die Stadt möglicherweise vom Namen der Familie Arkham, die mit zu den ersten Einwohnern des Ortes gehörten. Die Stadt wurde Mitte des 18. Jahrhunderts zu einem gut gehenden Seehandelshafen, was den Grundstein für die Gründung der Miskatonic-Universität legte. Allerdings wurde die Stadt von mehreren Katastrophen heimgesucht und 1980 von einer Sturmflut fast gänzlich zerstört.
Ursprung: Das Bild im Haus, Lovecraft
Weitere bei Lovecraft: The Dreams in the Witch-House, The Dunwich Horror (dt. Das Grauen von Dunwich), Herbert West: Reanimator (dt. Herbert West – Der Wiedererwecker)
Weitere: Arkham Unveiled, Herber; A Resection of Time, Johnson; Season of the Witch, Launius; The Transition of Titus Crow, Lumley; The Fall of Cthulhu, Nelson

#### Aylesbury
Aylesbury ist eine kleine Ortschaft in der Nähe von Dunwich. Der Name wurde wahrscheinlich von Amesbury abgeleitet, wo sich H.P. Lovecraft mehrfach aufhielt.
Ursprung: The Dunwich Horror (dt. Das Grauen von Dunwich), Lovecraft

#### Dunwich
auch: New Dunnich
Dunwich ist ein Dorf im bewaldeten Gebirgsland von Massachusetts, das 1692 von Siedlern aus Salem gegründet wurde. Es erstreckt sich zwischen einem Fluss und der Steilwand eines Berges. Die Häuser des Dorfes sind überwiegend Jahrhunderte alt, viele davon sind unbewohnt. Die Kirche ist verfallen, und es gibt nur ein Geschäft im gesamten Dorf. Sämtliche Wegweiser nach Dunwich wurden vor langer Zeit entfernt. Aufgrund der Abgeschiedenheit des Dorfes und der daraus resultierenden Inzucht hat sich in Dunwich ein heruntergekommener Menschenschlag herausgebildet. Die Steinkreise auf den Gipfeln der umliegenden Berge werden von manchen Bewohnern Dunwichs offenbar zu uralten, finsteren Ritualen benutzt. Auf dem Gipfel des so genannten Sentinel Hill in der Nähe des Dorfes wurden Menschenknochen gefunden, was den Verdacht auf schwarzmagische Praktiken verstärkt.
Besonders skrupellos ist der heruntergekommene Zweig der Familie Whateley. In der Geschichte Das Grauen von Dunwich beschwört eine Angehörige der Familie Whateley den Äußeren Gott Yog-Sothoth herauf und zeugt mit ihm zwei Söhne. Mit letzter Mühe gelingt es, den Sohn, der seinem Vater am ähnlichsten ist, auf dem Gipfel des Sentinel Hill zu vernichten, bevor dieser seinen finsteren Vater herbeirufen kann.
Ursprung: The Dunwich Horror (dt. Das Grauen von Dunwich), Lovecraft
Weitere: The Lurker at the Threshold, Derleth und Lovecraft; Keeper’s Compedium, Return to Dunwich, Herber Dunwich ist der Name eines realen Ortes in Großbritannien, der vom Meer verschluckt wurde.

#### Innsmouth
Innsmouth ist eine halb verfallene, scheinbar kaum bewohnte Küstenstadt an der Mündung des Manuxet, die selbst von den Bewohnern Arkhams gemieden wird. Die Einwohner von Innsmouth stehen im Ruf, sich mit (Tiefen) Wesen aus dem Meer eingelassen zu haben und schwarzmagische Praktiken zu betreiben. In besonders schlechtem Ruf stand die Familie Waite (Ephraim und seine Tochter Asenath) sowie die Familie Marsh, die den Kult des Dagon in die Region brachte.
Ursprung: The Shadow Over Innsmouth (dt. Schatten über Innsmouth), Lovecraft
weitere bei Lovecraft: The Thing on the Doorstep (dt. Das Ding auf der Schwelle)
Weitere: Memories, Berglund; The Black Island, Derleth; Delta Green, Detwiller, Glancy und Tynes; From Cabinet 34, Drawer 6, Kiernan; Deepnet, Langford; Nightmare’s Disciple, Joseph S. Pulver; Escape from Innsmouth, Price und Ross

### Leng
auch: Das Hochplateau von Leng, Die Hochebene von Leng (engl. Plateau of Leng)
Den Ort namens Leng zu lokalisieren ist nicht leicht. Es soll eine weitläufige, kalte und öde Hochebene im Himalaya, vermutlich in Tibet sein; allerdings liegt es auch in der Antarktis oder in Burma, je nachdem, wer davon berichtet. Traumreisende geben an, dass es sich in der nördlichen Hemisphäre der Traumlande befindet, in der Nähe des unbekannten Kadath. Nach Alhazred (siehe: Necronomicon) ist Leng ein Ort an dem mehrere Realitäten zusammentreffen, was ein paar der Diskrepanzen erklären könnte. Auf jeden Fall ist Leng ein gefährlicher Ort. Mitglieder mehrerer Expeditionen versuchten, das sagenumwobene Hochplateau zu finden; jedoch kehrten die Teilnehmer dieser Expeditionen geistig zerrüttet oder gar nicht mehr zurück. Die Verschollenen wurden möglicherweise von den halbmenschlichen Tcho-Tchos gefangen, oder sind einer der vielen anderen Gefahren der Hochebene zum Opfer gefallen.
Auf dem Hochplateau soll es eine inzwischen verlassene Stadt namens Sarkomand geben, das von den Tcho-tchos erbaut wurde, die jetzt aber in steinernen Dörfern leben. Ein Leuchtturm verströmt ein Licht, das Schrecken verbreitet und ein monolithischer Steinkreis umringt ein steinernes Kloster, in dessen labyrinthartigen Gängen nur noch der Hohepriester wohnt.
Ursprung: „The Hound“ (dt. Der Hund), Lovecraft
weitere bei Lovecraft: „The Elder Pharos“ (dt. Der alte Leuchtturm), „The Dream-Quest of Unknown Kadath“ (dt. Die Traumsuche [oder Traumfahrt] nach dem unbekannten Kadath), „At the Mountains of Madness“ (dt. Berge des Wahnsinns)
Weitere: „The Dweller in the Tomb“, Carter; „The Lure of Leng“, DeBill; „Beyond the Threshold“, Derleth; „The Alchemist’s Notebook“, Hurd, Baetz und Simonson; „The House of the Toad“, Tierney; „The Complete Dreamlands“, Williams und Petersen

### K’n-Yan
(eng zusammenhängend mit Yoth und N’kai; siehe unten)
K’n-Yan besteht aus einem weitläufigen Höhlensystem unter dem nordamerikanischen Kontinent, das von einer bläulichen Strahlung erleuchtet wird. Innerhalb dieser Höhlen hat sich seit frühester Zeit ein eigenständiger Zweig der Menschheit entwickelt, dessen hochstehende Technik fast außerirdisch erscheint und der über übersinnliche Fähigkeiten wie Teleportation und Telepathie verfügt.
Die Einwohner K’n-Yans führen ihre Herkunft auf Cthulhu zurück, der sie einst von Xoth mit sich brachte und den sie unter dem Namen Tulu verehren. Ihre „historischen“ Quellen berichten von der Frühzeit der Erde und den vergangenen Reichen von Lemuria, Mu und Atlantis, während der sich ihr unterirdisches Reich unentdeckt von den anderen Reichen entwickelte. Bedingt durch ihren gigantischen Reichtum und Luxus begann eine schleichende Degeneration des Volkes von K’n-Yan; in der Neuzeit lebt dieses einst so mächtige Volk zurückgezogen in seiner letzten Hauptstadt Tsath zwischen den Resten seiner hohen Technik und hält alle Zugänge zu seinem Reich verschlossen und unter schwerer Bewachung. Unter dem blau erleuchteten K’n-Yan liegt das rot erleuchtete Yoth, eine weitere Ebene von ausgedehnten Höhlensystemen; unter Yoth wiederum befindet sich das nachtschwarze N’Kai, das wiederum eine Welt für sich bildet.
Ursprung: „The Mound“ (dt. Der Hügel), Lovecraft und Bishop
Weitere bei Lovecraft: „Selected Letters III“; „Out of the Aeons“ (dt. Aus Äonen), Lovecraft und Heald
Weitere: „Keeper’s Compendium“, Herber; „The Epistles of Eibon“, Price und Cornford; „The Cthulhu Mythos in Mesoamerican Religion“, Tierney

### R’lyeh

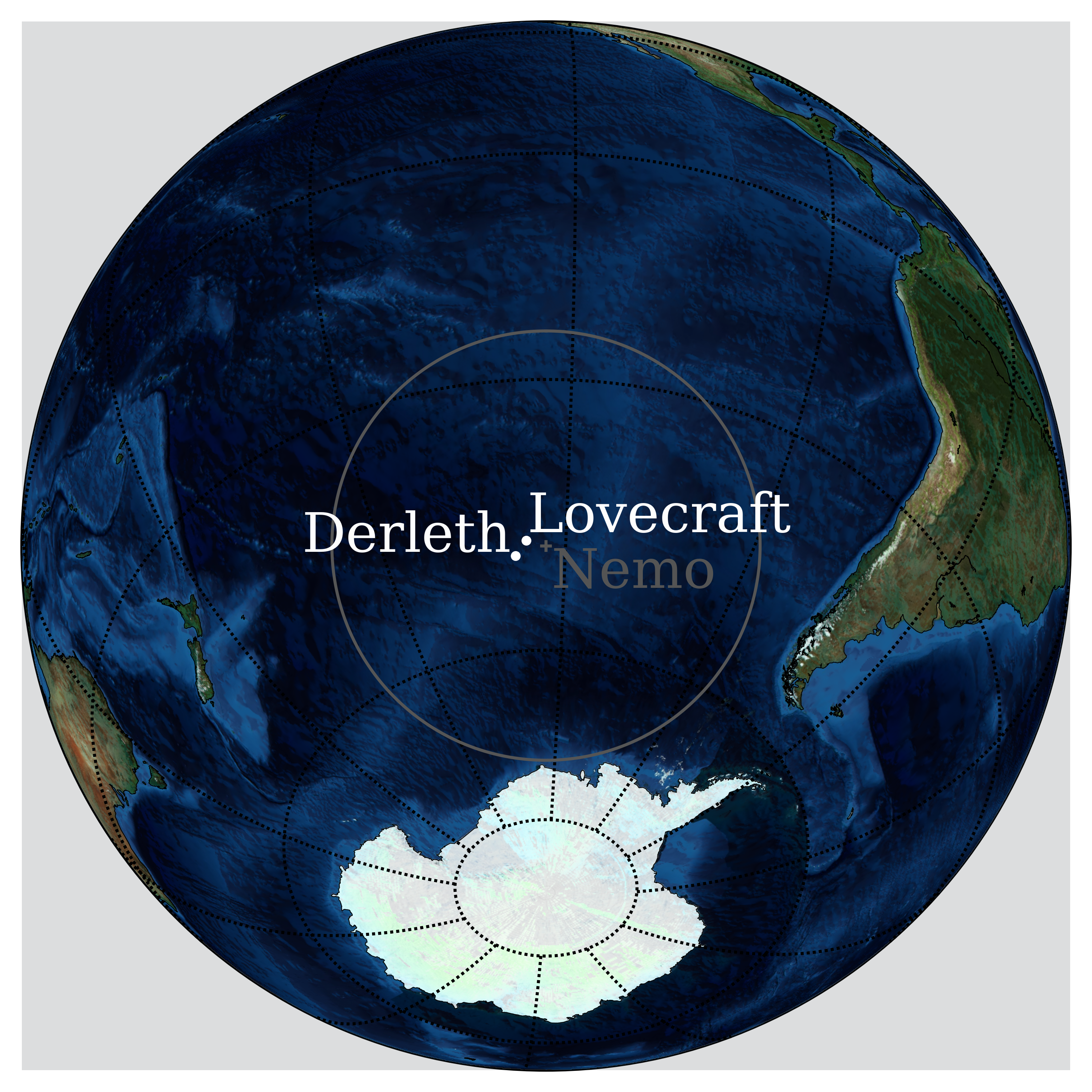
Position von R’lyeh im Pazifik (nach Lovecraft und nach Derleth)

auch: Ryeh, Arlyeh oder Urilia. R’lyeh ist eine versunkene Stadt, die tief unter dem Pazifischen Ozean liegt (geographische Lage: 47° 9' südliche Breite und 126° 43' westliche Länge, nahe am Point Nemo). Die Architektur wird als riesenhaft und fremdartig beschrieben. Die geometrische Form der Steine, aus denen R’lyeh erbaut worden ist, ist nicht genau mit menschlichen Worten zu beschreiben. Dem Mythos zufolge erbauten Cthulhu und sein Gefolge die Stadt vor mehreren Millionen von Jahren und bekämpften von hier aus die Älteren Wesen und andere, bis es zu einer großen Katastrophe kam, bei der die Stadt im Meer versank. Seit dieser Zeit schlummert Cthulhu in der Stadt, um bei einer bestimmten Sternkonstellation gemeinsam mit R’lyeh wieder an die Oberfläche zu steigen. Bewacht wird diese Stadt von den Tiefen Wesen, die sich nach ihrer Mutation von Mensch zu Fisch dorthin begeben und dem untoten Gott dienen.
Ursprung: „The Call of Cthulhu“ (dt. Cthulhus Ruf), Lovecraft
Weitere: „The Black Island“, „The Seal of R’lyeh“, Derleth; „The Lurker at the Threshold“, „Innsmouth Clay“ (dt. Innsmouth Ton) Derleth mit Lovecraft; „An Item of Mutual Interest“, Glancy; „The House of Cthulhu“, Lumley

### Traumlande
Die Traumlande sind in den Geschichten des Cthulhu-Mythos eine Art Parallelwelt oder alternative Dimension, die ein Mensch durch seine Träume erreichen kann. Jeder Mensch hat in jungen Jahren die Fähigkeit, die Traumlande zu betreten, verliert diese Fähigkeit jedoch im Laufe des Erwachsenwerdens. Nur sehr wenige Erwachsene behalten diese Fähigkeit. Es gibt auch physische Tore zwischen der „wachenden Welt“ und den Traumlanden, es sind jedoch nur sehr wenige, die immer sehr abgelegen an gefährlichen Orten liegen (in beiden Welten). Menschen aus der „wachenden Welt“ gelten als große Helden der Traumlande, da sie ihre Träume teilweise kontrollieren und damit sogar ganze Städte erschaffen können. Manche Träumer haben sich nach ihrem Tod einfach in die Traumlande zurückgezogen, wie es von Randolph Carter gesagt wird. Im Prinzip haben auch andere Welten, wie der Saturn oder Jupiter ihre eigenen Traumlande, die von Träumern der Erde aus erreicht werden können. Der Einfluss der Großen Alten in den Traumlanden ist begrenzt, aber vorhanden und Nyarlathotep hat von ihnen die meiste Macht dort. Die Erdengötter sollen sich hier auf die Spitze des Kadath, inmitten einer kalten Einöde zurückgezogen haben.
Ursprung: „The Silver Key“ (dt. Der Silberschlüssel), Lovecraft
weitere bei Lovecraft: „Celephaïs“ (dt. Celephaïs), „The Dream-Quest of Unknown Kadath“ (dt. Die Traumsuche nach dem unbekannten Kadath oder auch Die Traumfahrt zum unbekannten Kadath)
Weitere: „The Clock of Dreams“, Brian Lumley; „The House of the Worm“, „The Three Enchantments“, Gary Myers

### Valusia
Ein altes Reich der Schlangenmenschen. Es umfasste das südliche Europa, den Mittelmeerraum und Nordafrika. Valusia wurde von den Menschen erobert und die Schlangenmenschen wurden vertrieben.
Ursprung: „The Shadow Kingdom“, Howard
bei Lovecraft: „The Haunter of the Dark“
Weitere: „Exile of Atlantis“, Howard

### Y’ha-nthlei
Y’ha-nthlei ist wie R’lyeh anscheinend eine Stadt unter der Meeresoberfläche. Es scheint sich dabei um eine der Hauptstädte der tiefen Wesen zu handeln. Sie wird als „zyklopische und säulenumstandene Stätte der tiefen Wesen“ beschrieben und liegt in der Nähe des Teufelsriffs nahe der Stadt Innsmouth.
Ursprung: „The Shadow over Innsmouth“ (dt. Schatten über Innsmouth), Lovecraft
Weitere: „Delta Green“, Detwiller, Glancy und Tynes; „The Transition of Titus Crow“, Lumley

### Yuggoth
auch: Iukkoth
Yuggoth ist ein Planet am äußersten Rande des Sonnensystems, auf jeden Fall jenseits von Neptun. Meistens wird Yuggoth mit Pluto identifiziert, manchmal aber auch als ein 10. Planet. Er ist einer von zahlreichen Planeten, die von den Mi-Go bewohnt werden. Es gibt dort weit ausgedehnte Städte, die aus unzähligen schwarzen, fensterlosen Türmen bestehen. Es herrscht auf dem Planeten fast völlige Dunkelheit, und er wird von Flüssen voller Pech durchzogen. Vor den Mi-Go hat eine andere Rasse auf dem Yuggoth gelebt, wovon verschiedene Ruinen Zeugnis tragen. Hier wurde der leuchtende Trapezoeder von den Mi-Go konstruiert und verschiedene Wesen und Große Alte stammen von Yuggoth oder kamen dort, auf ihrem Weg zur Erde, vorbei.
Ursprung: „Recognition“ (dt. Erkenntnis), H.P. Lovecraft
Weitere bei Lovecraft: „The Haunter of the Dark“ (dt. Der leuchtende Trapezoder oder Jäger der Finsternis), „The Whisperer in Darkness“ (dt. Der Flüsterer im Dunkeln); „The Horror in the Museum“ (dt. Das Grauen im Museum), „Out of the Aeons“ (dt. Aus Äonen) , mit Heald
Weitere: „The Mine on Yuggoth“, Campbell; „The Discovery of the Ghooric Zone“ (dt. Entdeckung der Goorischen Zone), „Documents in the Case of Elizabeth Akeley“, Lupoff; „A Guide to the Cthulhu Cult“, Pelton; „Family Tree of the Gods“, Smith; „The Throne of Achamoth“, Tierney und Price; „Necronomicon“, Tyson

## Rezeption